# Serie C1 1996-1997
La Serie C1 1996-1997 fu il sessantanovesimo campionato di terzo livello di calcio disputato in Italia, e il diciannovesimo a svolgersi con questa formula. Disputato tra il 1º settembre 1996 ed il 15 giugno 1997 si è concluso con la promozione del Treviso, della Fidelis Andria, dell'Ancona e del Monza.

## Stagione
Importante novità introdotta nell'estate del 1996 fu l'apertura delle squadre di Serie C ai calciatori stranieri; ad ogni squadra fu offerta la possibilità di tesserarne tre. Le favorite dei due gironi sembravano la SPAL e l'ambizioso Savoia. Gli emiliani, «con undici volti nuovi nella rosa» e una «rivoluzione in tutti i settori», puntavano «al ritorno tra i cadetti», mentre i campani, la cui dirigenza non celava l'ambizione di diventare «la seconda squadra di Napoli», ottenuta la possibilità di giocare le proprie gare interne allo San Paolo furono «massicciamente rinforzati». «Consistente», secondo L'Unità, «il gruppo delle avversarie. Nel gruppo settentrionale il Como, il Modena, l'Alessandria e il Fiorenzuola sono le squadre più attrezzate per puntare almeno ai play-off; in quello meridionale occhio all'Ascoli, all'Atletico Catania, all'Avellino e al Gualdo». Tra le possibili sorprese erano indicati il neopromosso Treviso, che aveva confermato la maggior parte della squadra («ha un'ossatura di base solida e lo ha dimostrato la scorsa stagione: gioca per fare gol e sa divertire il pubblico del Tenni») e il Sora». Buona parte di questi pronostici fu sovvertita dai verdetti del campo: la SPAL, in particolare, finì in zona retrocessione, mentre il Modena andò incontro a problemi societari che le costarono anche una penalizzazione. A candidarsi alla promozione diretta nel gruppo settentrionale furono così le emergenti Carpi, Brescello ed il Treviso, che andò in fuga nel girone di ritorno e conquistò la terza promozione consecutiva, rientrando in Serie B dopo 42 anni di assenza. A vincere i play-off fu il Monza; quinti per una classifica avulsa favorevole, i brianzoli guidati da Luigi Radice sconfissero le favorite emiliane e fecero ritorno in B dopo tre anni. Con lo Spezia, retrocesso con anticipo, caddero nella serie inferiore il Novara, dopo un anno, e la SPAL, sconfitta in casa dalla matricola Alzano Virescit nei play-out. Anche nel girone meridionale non conobbero particolari fortune le favorite della vigilia; a primeggiare furono le squadre provenienti dalla B. La Fidelis Andria, facendo «della praticità e dell'ermeticità difensiva la sua forza», prese il largo nel girone di ritorno, mentre l'Ancona, forte di un'ambiziosa campagna acquisti, chiuse secondo e si aggiudicò i play-off. Più affollata la zona retrocessione, alla quale, grazie ad un energico recupero, scampò l'Ischia; con l'Avezzano già staccato sul fondo, gli spareggi condannarono alla quarta serie il Sora ed il Trapani, che pure si era distinto positivamente nella prima metà del torneo.

## Girone A

### Squadre partecipanti
| Club            | Stagione | Città                   | Stadio | stagione precedente                              |
| --------------- | -------- | ----------------------- | --- | ------------------------------------------------ |
| Alessandria     | dettagli | Alessandria             | Stadio Giuseppe Moccagatta                                                                                           | 7º posto in Serie C1/A                           |
| Alzano Virescit | dettagli | Alzano Lombardo (BG)    | Stadio Carillo Pesenti Pigna                                                                                         | 3º posto in Serie C2/A, promosso dopo i play-off |
| Brescello       | dettagli | Brescello (RE)          | Stadio Giovanni Morelli Stadio Giglio, Reggio Emilia (solo 21ª) Stadio Mirabello, Reggio Emilia (dalla 23ª alla 29ª) | 14º posto in Serie C1/A                          |
| Carpi           | dettagli | Carpi (MO)              | Stadio Sandro Cabassi                                                                                                | 9º posto in Serie C1/A                           |
| Carrarese       | dettagli | Carrara (MS)            | Stadio dei Marmi | 10º posto in Serie C1/A                          |
| Como            | dettagli | Como                    | Stadio Giuseppe Sinigaglia                                                                                           | 5º posto in Serie C1/A                           |
| Fiorenzuola     | dettagli | Fiorenzuola d'Arda (PC) | Stadio Comunale | 6º posto in Serie C1/A                           |
| Modena          | dettagli | Modena                  | Stadio Alberto Braglia                                                                                               | 11º posto in Serie C1/A                          |
| Montevarchi     | dettagli | Montevarchi (AR)        | Stadio Gastone Brilli-Peri                                                                                           | 12º posto in Serie C1/A                          |
| Monza           | dettagli | Monza (MI)              | Stadio Brianteo | 4º posto in Serie C1/A                           |
| Novara          | dettagli | Novara                  | Stadio Comunale | 1º posto in Serie C2/A, promosso                 |
| Pistoiese       | dettagli | Pistoia                 | Stadio Comunale | 20º posto in Serie B, retrocesso                 |
| Prato           | dettagli | Prato                   | Stadio Lungobisenzio                                                                                                 | 8º posto in Serie C1/A                           |
| Saronno         | dettagli | Saronno (VA)            | Stadio Emilio Colombo                                                                                                | 13º posto in Serie C1/A                          |
| Siena           | dettagli | Siena                   | Stadio Artemio Franchi                                                                                               | 8º posto in Serie C1/B                           |
| SPAL            | dettagli | Ferrara                 | Stadio Paolo Mazza                                                                                                   | 3º posto in Serie C1/A                           |
| Spezia          | dettagli | La Spezia               | Stadio Alberto Picco                                                                                                 | 15º posto in Serie C1/A                          |
| Treviso         | dettagli | Treviso                 | Stadio Omobono Tenni                                                                                                 | 1º posto in Serie C2/B, promosso                 |

### Allenatori
| Squadra         | Allenatore                                                     |           | Squadra | Allenatore                                                   |
| --------------- | -------------------------------------------------------------- | --------- | --- | ------------------------------------------------------------ |
| Alessandria     | Enzo Ferrari                                                   |           | Monza | Giorgio Rumignani (1ª-26ª) Luigi Radice (27ª-34ª e play-off) |
| Alzano Virescit | Oscar Piantoni (1ª-29ª) Claudio Foscarini (30ª-34ª e play-out) | Novara    | Giancarlo Danova (1ª-12ª) Roberto Antonelli (13ª-34ª e play-out)                                                                 |                                                              |
| Brescello       | Giancarlo D'Astoli                                             | Pistoiese | Enrico Catuzzi (1ª-8ª) Gianfranco Casarsa (9ª-12ª) Carmelo Bagnato (13ª-21ª) Enrico Catuzzi (22ª-34ª e play-out)                 |                                                              |
| Carpi           | Luigi De Canio                                                 | Prato     | Giorgio Veneri (1ª-21ª) Vincenzo Esposito (22ª-34ª)                                                                              |                                                              |
| Carrarese       | Silvio Baldini                                                 | Saronno   | Mario Beretta |                                                              |
| Como            | Alessandro Scanziani (1ª-16ª) Gianpiero Marini (17ª-34ª)       | Siena     | Corrado Orrico (1ª-16ª) Claudio Rastelli (17ª) Giuseppe Savoldi (18ª-34ª)                                                        |                                                              |
| Fiorenzuola     | Luigi Capuzzo (1ª-5ª) Alberto Cavasin (6ª-34ª)                 | SPAL      | Salvatore Bianchetti (1ª-21ª) Alfredo Magni (22ª-34ª e play-out)                                                                 |                                                              |
| Modena          | Pierluigi Frosio (1ª-25ª) Alberto Bollini (26ª-34ª)            | Spezia    | Sergio Carpanesi (1ª-6ª) Roberto Galbiati (7ª-19ª) Antonio Sassarini (20ª) Gian Piero Ghio (21ª-30ª) Antonio Sassarini (31ª-34ª) |                                                              |
| Montevarchi     | Gian Cesare Discepoli                                          | Treviso   | Giuseppe Pillon |                                                              |

### Classifica finale
|  | Pos. | Squadra         | Pt | G  | V  | N  | P  | GF | GS | DR  |
|  | ---- | --------------- | -- | -- | -- | -- | -- | -- | -- | --- |
|  | 1.   | Treviso         | 60 | 34 | 16 | 12 | 6  | 47 | 29 | +18 |
|  | 2.   | Brescello       | 59 | 34 | 17 | 8  | 9  | 45 | 32 | +13 |
|  | 3.   | Carpi           | 55 | 34 | 15 | 10 | 9  | 42 | 26 | +16 |
|  | 4.   | Saronno         | 55 | 34 | 13 | 16 | 5  | 39 | 29 | +10 |
|  | 5.   | Monza           | 54 | 34 | 13 | 15 | 6  | 32 | 23 | +9  |
|  | 6.   | Prato           | 54 | 34 | 15 | 9  | 10 | 31 | 30 | +1  |
|  | 7.   | Carrarese       | 46 | 34 | 10 | 16 | 8  | 27 | 23 | +4  |
|  | 8.   | Alessandria     | 46 | 34 | 11 | 13 | 10 | 36 | 31 | +5  |
|  | 9.   | Siena           | 44 | 34 | 10 | 14 | 10 | 35 | 30 | +5  |
|  | 10.  | Montevarchi     | 44 | 34 | 9  | 17 | 8  | 33 | 35 | -2  |
|  | 11.  | Como            | 43 | 34 | 9  | 16 | 9  | 32 | 32 | 0   |
|  | 12.  | Fiorenzuola     | 42 | 34 | 9  | 15 | 10 | 32 | 38 | -6  |
|  | 13.  | Modena (-4)     | 37 | 34 | 8  | 17 | 9  | 31 | 28 | +3  |
|  | 14.  | Pistoiese       | 34 | 34 | 7  | 13 | 14 | 20 | 31 | -11 |
|  | 15.  | SPAL            | 33 | 34 | 7  | 12 | 15 | 29 | 47 | -18 |
|  | 16.  | Alzano Virescit | 32 | 34 | 6  | 14 | 14 | 26 | 36 | -10 |
|  | 17.  | Novara          | 31 | 34 | 5  | 16 | 13 | 24 | 37 | -13 |
|  | 18.  | Spezia          | 23 | 34 | 4  | 11 | 19 | 17 | 41 | -24 |

Legenda:
      Promosse in Serie B 1997-1998.
      Retrocesse in Serie C2 1997-1998.
Regolamento:
Tre punti a vittoria, uno a pareggio, zero a sconfitta.
A parità di punti le posizioni erano stabilite dalla classifica avulsa.
Note:
Il Modena ha scontato 4 punti di penalizzazione.

### Risultati

#### Tabellone
|                 | Ale  | Alz  | Bre  | Crp  | Crr  | Com  | Fio  | Mod  | Mnt  | Mnz  | Nov  | Pis  | Pra  | Sar  | Sie  | SPA  | Spe  | Tre  |
| --------------- | ---- | ---- | ---- | ---- | ---- | ---- | ---- | ---- | ---- | ---- | ---- | ---- | ---- | ---- | ---- | ---- | ---- | ---- |
| Alessandria     | –––– | 3-2  | 5-2  | 1-1  | 0-0  | 2-1  | 0-1  | 2-1  | 0-0  | 0-1  | 1-0  | 2-0  | 1-2  | 1-0  | 0-0  | 2-0  | 3-1  | 1-2  |
| Alzano Virescit | 0-0  | –––– | 0-0  | 0-1  | 1-0  | 0-0  | 0-1  | 0-0  | 1-1  | 0-1  | 2-0  | 1-0  | 0-1  | 2-2  | 1-1  | 2-2  | 2-1  | 0-0  |
| Brescello       | 2-0  | 3-1  | –––– | 0-1  | 1-0  | 1-1  | 1-1  | 2-0  | 1-2  | 2-0  | 3-1  | 1-0  | 0-0  | 1-2  | 2-1  | 3-1  | 3-1  | 0-0  |
| Carpi           | 0-0  | 1-3  | 0-0  | –––– | 3-0  | 1-0  | 0-1  | 1-0  | 1-2  | 0-1  | 1-1  | 1-1  | 2-0  | 4-2  | 1-0  | 3-2  | 2-0  | 0-0  |
| Carrarese       | 2-0  | 1-0  | 1-2  | 0-1  | –––– | 0-0  | 1-0  | 2-2  | 0-0  | 0-0  | 1-1  | 1-0  | 1-0  | 1-0  | 1-1  | 3-0  | 0-0  | 1-3  |
| Como            | 2-1  | 4-1  | 1-2  | 1-4  | 1-0  | –––– | 0-0  | 1-0  | 2-2  | 1-0  | 0-0  | 4-2  | 2-0  | 0-0  | 1-1  | 0-0  | 1-0  | 0-0  |
| Fiorenzuola     | 2-2  | 1-1  | 1-2  | 0-5  | 1-1  | 2-2  | –––– | 0-0  | 2-1  | 1-1  | 0-0  | 1-0  | 1-0  | 0-0  | 2-1  | 3-1  | 1-2  | 1-3  |
| Modena          | 1-1  | 1-0  | 2-0  | 1-2  | 0-1  | 1-1  | 3-2  | –––– | 1-1  | 1-1  | 1-1  | 2-0  | 0-1  | 0-0  | 2-0  | 1-1  | 1-0  | 1-1  |
| Montevarchi     | 1-0  | 3-2  | 2-1  | 0-0  | 1-1  | 2-1  | 2-2  | 1-4  | –––– | 0-1  | 0-0  | 3-1  | 0-0  | 2-1  | 0-0  | 0-0  | 0-0  | 1-1  |
| Monza           | 0-0  | 0-1  | 1-1  | 2-2  | 0-0  | 1-1  | 1-0  | 0-0  | 1-2  | –––– | 2-2  | 1-0  | 2-0  | 1-1  | 0-0  | 1-0  | 2-0  | 1-0  |
| Novara          | 1-1  | 1-1  | 0-1  | 1-0  | 0-0  | 2-0  | 0-0  | 2-1  | 1-1  | 0-2  | –––– | 0-1  | 1-2  | 0-0  | 1-3  | 3-2  | 0-3  | 2-2  |
| Pistoiese       | 1-2  | 1-0  | 1-0  | 1-1  | 0-0  | 1-1  | 0-0  | 0-1  | 1-0  | 0-0  | 0-0  | –––– | 0-1  | 1-1  | 0-0  | 0-0  | 2-1  | 2-0  |
| Prato           | 0-0  | 1-0  | 0-2  | 2-1  | 1-2  | 0-0  | 3-1  | 2-2  | 2-2  | 1-0  | 1-0  | 1-1  | –––– | 0-2  | 2-1  | 1-0  | 3-1  | 3-1  |
| Saronno         | 1-1  | 1-1  | 2-0  | 0-0  | 2-2  | 2-0  | 2-1  | 1-0  | 1-0  | 2-3  | 1-0  | 1-1  | 0-0  | –––– | 1-0  | 2-1  | 1-0  | 2-1  |
| Siena           | 2-1  | 2-1  | 1-3  | 2-1  | 0-0  | 0-0  | 1-2  | 0-0  | 2-0  | 2-0  | 1-1  | 0-0  | 0-0  | 1-2  | –––– | 1-0  | 1-1  | 3-2  |
| SPAL            | 0-0  | 0-0  | 2-1  | 1-0  | 1-0  | 1-3  | 0-0  | 0-0  | 1-0  | 2-2  | 2-1  | 2-0  | 1-0  | 2-2  | 0-4  | –––– | 0-1  | 2-5  |
| Spezia          | 0-3  | 0-0  | 0-0  | 0-1  | 0-3  | 1-0  | 1-1  | 1-1  | 0-0  | 0-2  | 0-1  | 0-1  | 0-1  | 1-1  | 0-2  | 1-1  | –––– | 0-0  |
| Treviso         | 2-0  | 2-0  | 1-2  | 1-0  | 1-1  | 2-0  | 1-0  | 0-0  | 3-1  | 1-1  | 1-0  | 2-1  | 3-0  | 1-1  | 2-1  | 2-1  | 1-0  | –––– |

#### Calendario
| andata (1ª) | andata (1ª) | Prima giornata    | ritorno (18ª) | ritorno (18ª) |
|             |             |                   |               |               |
| 1º set.     | 2-1         | Alessandria-Como  | 1-2           | 19 gen.       |
| 1º set.     | 3-1         | Brescello-Alzano  | 0-0           | 18 gen.       |
| 1º set.     | 1-1         | Modena-Novara     | 1-2           | 19 gen.       |
| 1º set.     | 0-0         | Montevarchi-Prato | 2-2           | 19 gen.       |
| 1º set.     | 2-2         | Monza-Carpi       | 1-0           | 19 gen.       |
| 1º set.     | 1-1         | Saronno-Pistoiese | 1-1           | 19 gen.       |
| 1º set.     | 0-2         | Spezia-Siena      | 1-1           | 19 gen.       |
| 1º set.     | 1-1         | Treviso-Carrarese | 3-1           | 19 gen.       |
| 1º set.     | 0-0         | SPAL-Fiorenzuola  | 1-3           | 19 gen.       |

| andata (2ª) | andata (2ª) | Seconda giornata      | ritorno (19ª) | ritorno (19ª) |
|             |             |                       |               |               |
| 8 set.      | 0-0         | Alzano-Modena         | 0-1           | 26 gen.       |
| 7 set.      | 0-0         | Carpi-Alessandria     | 1-1           | 26 gen.       |
| 8 set.      | 0-0         | Carrarese-Spezia      | 3-0           | 26 gen.       |
| 8 set.      | 1-2         | Como-Brescello        | 1-1           | 26 gen.       |
| 8 set.      | 0-0         | Fiorenzuola-Saronno   | 1-2           | 26 gen.       |
| 8 set.      | 3-2         | Novara-SPAL           | 1-2           | 26 gen.       |
| 8 set.      | 1-0         | Pistoiese-Montevarchi | 1-3           | 26 gen.       |
| 8 set.      | 3-1         | Prato-Treviso         | 0-3           | 26 gen.       |
| 8 set.      | 2-0         | Siena-Monza           | 0-0           | 26 gen.       |

| andata (1ª) | andata (1ª) | Prima giornata    | ritorno (18ª) | ritorno (18ª) |
|             |             |                   |               |               |
| 1º set.     | 2-1         | Alessandria-Como  | 1-2           | 19 gen.       |
| 1º set.     | 3-1         | Brescello-Alzano  | 0-0           | 18 gen.       |
| 1º set.     | 1-1         | Modena-Novara     | 1-2           | 19 gen.       |
| 1º set.     | 0-0         | Montevarchi-Prato | 2-2           | 19 gen.       |
| 1º set.     | 2-2         | Monza-Carpi       | 1-0           | 19 gen.       |
| 1º set.     | 1-1         | Saronno-Pistoiese | 1-1           | 19 gen.       |
| 1º set.     | 0-2         | Spezia-Siena      | 1-1           | 19 gen.       |
| 1º set.     | 1-1         | Treviso-Carrarese | 3-1           | 19 gen.       |
| 1º set.     | 0-0         | SPAL-Fiorenzuola  | 1-3           | 19 gen.       |

| andata (2ª) | andata (2ª) | Seconda giornata      | ritorno (19ª) | ritorno (19ª) |
|             |             |                       |               |               |
| 8 set.      | 0-0         | Alzano-Modena         | 0-1           | 26 gen.       |
| 7 set.      | 0-0         | Carpi-Alessandria     | 1-1           | 26 gen.       |
| 8 set.      | 0-0         | Carrarese-Spezia      | 3-0           | 26 gen.       |
| 8 set.      | 1-2         | Como-Brescello        | 1-1           | 26 gen.       |
| 8 set.      | 0-0         | Fiorenzuola-Saronno   | 1-2           | 26 gen.       |
| 8 set.      | 3-2         | Novara-SPAL           | 1-2           | 26 gen.       |
| 8 set.      | 1-0         | Pistoiese-Montevarchi | 1-3           | 26 gen.       |
| 8 set.      | 3-1         | Prato-Treviso         | 0-3           | 26 gen.       |
| 8 set.      | 2-0         | Siena-Monza           | 0-0           | 26 gen.       |

| andata (3ª) | andata (3ª) | Terza giornata     | ritorno (20ª) | ritorno (20ª) |
|             |             |                    |               |               |
| 15 set.     | 0-1         | Alessandria-Monza  | 0-0           | 2 feb.        |
| 15 set.     | 0-1         | Brescello-Carpi    | 0-0           | 2 feb.        |
| 15 set.     | 1-0         | Como-Carrarese     | 0-0           | 2 feb.        |
| 15 set.     | 2-0         | Modena-Siena       | 0-0           | 2 feb.        |
| 15 set.     | 0-0         | Montevarchi-Novara | 1-1           | 2 feb.        |
| 15 set.     | 3-1         | Prato-Fiorenzuola  | 0-1           | 2 feb.        |
| 15 set.     | 2-0         | SPAL-Pistoiese     | 0-0           | 2 feb.        |
| 15 set.     | 1-1         | Spezia-Saronno     | 0-1           | 2 feb.        |
| 15 set.     | 2-0         | Treviso-Alzano     | 0-0           | 2 feb.        |

| andata (4ª) | andata (4ª) | Quarta giornata     | ritorno (21ª) | ritorno (21ª) |
|             |             |                     |               |               |
| 22 set.     | 1-1         | Alzano-Montevarchi  | 2-3           | 9 feb.        |
| 22 set.     | 1-0         | Carpi-Modena        | 2-1           | 9 feb.        |
| 22 set.     | 1-0         | Carrarese-Prato     | 2-1           | 9 feb.        |
| 22 set.     | 1-2         | Fiorenzuola-Spezia  | 1-1           | 9 feb.        |
| 22 set.     | 1-1         | Monza-Brescello     | 0-2           | 9 feb.        |
| 22 set.     | 2-2         | Novara-Treviso      | 0-1           | 9 feb.        |
| 22 set.     | 1-1         | Pistoiese-Como      | 2-4           | 9 feb.        |
| 22 set.     | 1-1         | Saronno-Alessandria | 0-1           | 9 feb.        |
| 22 set.     | 1-0         | Siena-SPAL          | 4-0           | 9 feb.        |

| andata (3ª) | andata (3ª) | Terza giornata     | ritorno (20ª) | ritorno (20ª) |
|             |             |                    |               |               |
| 15 set.     | 0-1         | Alessandria-Monza  | 0-0           | 2 feb.        |
| 15 set.     | 0-1         | Brescello-Carpi    | 0-0           | 2 feb.        |
| 15 set.     | 1-0         | Como-Carrarese     | 0-0           | 2 feb.        |
| 15 set.     | 2-0         | Modena-Siena       | 0-0           | 2 feb.        |
| 15 set.     | 0-0         | Montevarchi-Novara | 1-1           | 2 feb.        |
| 15 set.     | 3-1         | Prato-Fiorenzuola  | 0-1           | 2 feb.        |
| 15 set.     | 2-0         | SPAL-Pistoiese     | 0-0           | 2 feb.        |
| 15 set.     | 1-1         | Spezia-Saronno     | 0-1           | 2 feb.        |
| 15 set.     | 2-0         | Treviso-Alzano     | 0-0           | 2 feb.        |

| andata (4ª) | andata (4ª) | Quarta giornata     | ritorno (21ª) | ritorno (21ª) |
|             |             |                     |               |               |
| 22 set.     | 1-1         | Alzano-Montevarchi  | 2-3           | 9 feb.        |
| 22 set.     | 1-0         | Carpi-Modena        | 2-1           | 9 feb.        |
| 22 set.     | 1-0         | Carrarese-Prato     | 2-1           | 9 feb.        |
| 22 set.     | 1-2         | Fiorenzuola-Spezia  | 1-1           | 9 feb.        |
| 22 set.     | 1-1         | Monza-Brescello     | 0-2           | 9 feb.        |
| 22 set.     | 2-2         | Novara-Treviso      | 0-1           | 9 feb.        |
| 22 set.     | 1-1         | Pistoiese-Como      | 2-4           | 9 feb.        |
| 22 set.     | 1-1         | Saronno-Alessandria | 0-1           | 9 feb.        |
| 22 set.     | 1-0         | Siena-SPAL          | 4-0           | 9 feb.        |

| andata (5ª) | andata (5ª) | Quinta giornata         | ritorno (22ª) | ritorno (22ª) |
|             |             |                         |               |               |
| 28 set.     | 2-2         | Alzano-Saronno          | 1-1           | 16 feb.       |
| 29 set.     | 3-1         | Brescello-Spezia        | 0-0           | 16 feb.       |
| 29 set.     | 1-1         | Carrarese-Novara        | 0-0           | 16 feb.       |
| 29 set.     | 0-0         | Como-SPAL               | 3-1           | 16 feb.       |
| 29 set.     | 3-2         | Modena-Fiorenzuola      | 0-0           | 16 feb.       |
| 29 set.     | 1-0         | Montevarchi-Alessandria | 0-0           | 16 feb.       |
| 29 set.     | 0-0         | Pistoiese-Siena         | 0-0           | 16 feb.       |
| 29 set.     | 1-0         | Prato-Monza             | 0-2           | 16 feb.       |
| 29 set.     | 1-0         | Treviso-Carpi           | 0-0           | 16 feb.       |

| andata (6ª) | andata (6ª) | Sesta giornata        | ritorno (23ª) | ritorno (23ª) |
|             |             |                       |               |               |
| 6 ott.      | 2-1         | Alessandria-Modena    | 1-1           | 23 feb.       |
| 6 ott.      | 3-0         | Carpi-Carrarese       | 1-0           | 23 feb.       |
| 6 ott.      | 1-2         | Fiorenzuola-Brescello | 1-1           | 23 feb.       |
| 6 ott.      | 0-1         | Monza-Alzano          | 1-0           | 23 feb.       |
| 6 ott.      | 0-1         | Novara-Pistoiese      | 0-0           | 23 feb.       |
| 6 ott.      | 2-0         | Saronno-Como          | 0-0           | 23 feb.       |
| 6 ott.      | 2-0         | Siena-Montevarchi     | 0-0           | 23 feb.       |
| 6 ott.      | 1-0         | SPAL-Prato            | 0-1           | 23 feb.       |
| 6 ott.      | 0-0         | Spezia-Treviso        | 0-1           | 23 feb.       |

| andata (5ª) | andata (5ª) | Quinta giornata         | ritorno (22ª) | ritorno (22ª) |
|             |             |                         |               |               |
| 28 set.     | 2-2         | Alzano-Saronno          | 1-1           | 16 feb.       |
| 29 set.     | 3-1         | Brescello-Spezia        | 0-0           | 16 feb.       |
| 29 set.     | 1-1         | Carrarese-Novara        | 0-0           | 16 feb.       |
| 29 set.     | 0-0         | Como-SPAL               | 3-1           | 16 feb.       |
| 29 set.     | 3-2         | Modena-Fiorenzuola      | 0-0           | 16 feb.       |
| 29 set.     | 1-0         | Montevarchi-Alessandria | 0-0           | 16 feb.       |
| 29 set.     | 0-0         | Pistoiese-Siena         | 0-0           | 16 feb.       |
| 29 set.     | 1-0         | Prato-Monza             | 0-2           | 16 feb.       |
| 29 set.     | 1-0         | Treviso-Carpi           | 0-0           | 16 feb.       |

| andata (6ª) | andata (6ª) | Sesta giornata        | ritorno (23ª) | ritorno (23ª) |
|             |             |                       |               |               |
| 6 ott.      | 2-1         | Alessandria-Modena    | 1-1           | 23 feb.       |
| 6 ott.      | 3-0         | Carpi-Carrarese       | 1-0           | 23 feb.       |
| 6 ott.      | 1-2         | Fiorenzuola-Brescello | 1-1           | 23 feb.       |
| 6 ott.      | 0-1         | Monza-Alzano          | 1-0           | 23 feb.       |
| 6 ott.      | 0-1         | Novara-Pistoiese      | 0-0           | 23 feb.       |
| 6 ott.      | 2-0         | Saronno-Como          | 0-0           | 23 feb.       |
| 6 ott.      | 2-0         | Siena-Montevarchi     | 0-0           | 23 feb.       |
| 6 ott.      | 1-0         | SPAL-Prato            | 0-1           | 23 feb.       |
| 6 ott.      | 0-0         | Spezia-Treviso        | 0-1           | 23 feb.       |

| andata (7ª) | andata (7ª) | Settima giornata    | ritorno (24ª) | ritorno (24ª) |
|             |             |                     |               |               |
| 20 ott.     | 0-0         | Alzano-Alessandria  | 2-3           | 2 mar.        |
| 20 ott.     | 1-2         | Brescello-Saronno   | 0-2           | 2 mar.        |
| 20 ott.     | 3-2         | Carpi-SPAL          | 0-1           | 2 mar.        |
| 20 ott.     | 0-0         | Carrarese-Monza     | 0-0           | 2 mar.        |
| 20 ott.     | 0-0         | Como-Novara         | 0-2           | 2 mar.        |
| 20 ott.     | 1-3         | Fiorenzuola-Treviso | 0-1           | 2 mar.        |
| 20 ott.     | 0-0         | Montevarchi-Spezia  | 0-0           | 2 mar.        |
| 20 ott.     | 0-1         | Pistoiese-Modena    | 0-2           | 2 mar.        |
| 20 ott.     | 2-1         | Prato-Siena         | 0-0           | 2 mar.        |

| andata (8ª) | andata (8ª) | Ottava giornata       | ritorno (25ª) | ritorno (25ª) |
|             |             |                       |               |               |
| 27 ott.     | 5-2         | Alessandria-Brescello | 0-2           | 8 mar.        |
| 27 ott.     | 1-1         | Modena-Como           | 0-1           | 9 mar.        |
| 27 ott.     | 1-0         | Monza-Pistoiese       | 0-0           | 9 mar.        |
| 27 ott.     | 0-0         | Novara-Fiorenzuola    | 0-0           | 9 mar.        |
| 27 ott.     | 0-0         | Saronno-Prato         | 2-0           | 9 mar.        |
| 27 ott.     | 2-1         | Siena-Carpi           | 0-1           | 9 mar.        |
| 27 ott.     | 1-0         | SPAL-Carrarese        | 0-3           | 9 mar.        |
| 27 ott.     | 0-0         | Spezia-Alzano         | 1-2           | 9 mar.        |
| 27 ott.     | 3-1         | Treviso-Montevarchi   | 1-1           | 9 mar.        |

| andata (7ª) | andata (7ª) | Settima giornata    | ritorno (24ª) | ritorno (24ª) |
|             |             |                     |               |               |
| 20 ott.     | 0-0         | Alzano-Alessandria  | 2-3           | 2 mar.        |
| 20 ott.     | 1-2         | Brescello-Saronno   | 0-2           | 2 mar.        |
| 20 ott.     | 3-2         | Carpi-SPAL          | 0-1           | 2 mar.        |
| 20 ott.     | 0-0         | Carrarese-Monza     | 0-0           | 2 mar.        |
| 20 ott.     | 0-0         | Como-Novara         | 0-2           | 2 mar.        |
| 20 ott.     | 1-3         | Fiorenzuola-Treviso | 0-1           | 2 mar.        |
| 20 ott.     | 0-0         | Montevarchi-Spezia  | 0-0           | 2 mar.        |
| 20 ott.     | 0-1         | Pistoiese-Modena    | 0-2           | 2 mar.        |
| 20 ott.     | 2-1         | Prato-Siena         | 0-0           | 2 mar.        |

| andata (8ª) | andata (8ª) | Ottava giornata       | ritorno (25ª) | ritorno (25ª) |
|             |             |                       |               |               |
| 27 ott.     | 5-2         | Alessandria-Brescello | 0-2           | 8 mar.        |
| 27 ott.     | 1-1         | Modena-Como           | 0-1           | 9 mar.        |
| 27 ott.     | 1-0         | Monza-Pistoiese       | 0-0           | 9 mar.        |
| 27 ott.     | 0-0         | Novara-Fiorenzuola    | 0-0           | 9 mar.        |
| 27 ott.     | 0-0         | Saronno-Prato         | 2-0           | 9 mar.        |
| 27 ott.     | 2-1         | Siena-Carpi           | 0-1           | 9 mar.        |
| 27 ott.     | 1-0         | SPAL-Carrarese        | 0-3           | 9 mar.        |
| 27 ott.     | 0-0         | Spezia-Alzano         | 1-2           | 9 mar.        |
| 27 ott.     | 3-1         | Treviso-Montevarchi   | 1-1           | 9 mar.        |

| andata (9ª) | andata (9ª) | Nona giornata       | ritorno (26ª) | ritorno (26ª) |
|             |             |                     |               |               |
| 3 nov.      | 1-1         | Alzano-Siena        | 1-2           | 16 mar.       |
| 3 nov.      | 3-1         | Brescello-SPAL      | 1-2           | 16 mar.       |
| 3 nov.      | 1-1         | Carpi-Novara        | 0-1           | 16 mar.       |
| 3 nov.      | 2-2         | Fiorenzuola-Como    | 0-0           | 16 mar.       |
| 3 nov.      | 0-1         | Montevarchi-Monza   | 2-1           | 16 mar.       |
| 3 nov.      | 0-0         | Pistoiese-Carrarese | 0-1           | 16 mar.       |
| 3 nov.      | 2-2         | Prato-Modena        | 1-0           | 16 mar.       |
| 3 nov.      | 2-1         | Saronno-Treviso     | 1-1           | 16 mar.       |
| 3 nov.      | 0-3         | Spezia-Alessandria  | 1-3           | 16 mar.       |

| andata (10ª) | andata (10ª) | Decima giornata       | ritorno (27ª) | ritorno (27ª) |
|              |              |                       |               |               |
| 10 nov.      | 0-0          | Alessandria-Siena     | 1-2           | 29 mar.       |
| 10 nov.      | 1-0          | Carrarese-Fiorenzuola | 1-1           | 29 mar.       |
| 10 nov.      | 1-0          | Como-Spezia           | 0-1           | 29 mar.       |
| 10 nov.      | 2-0          | Modena-Brescello      | 0-2           | 29 mar.       |
| 10 nov.      | 0-0          | Montevarchi-Carpi     | 2-1           | 29 mar.       |
| 10 nov.      | 1-1          | Monza-Saronno         | 3-2           | 29 mar.       |
| 10 nov.      | 1-2          | Novara-Prato          | 0-1           | 29 mar.       |
| 10 nov.      | 0-0          | SPAL-Alzano           | 2-2           | 29 mar.       |
| 10 nov.      | 2-1          | Treviso-Pistoiese     | 0-2           | 29 mar.       |

| andata (9ª) | andata (9ª) | Nona giornata       | ritorno (26ª) | ritorno (26ª) |
|             |             |                     |               |               |
| 3 nov.      | 1-1         | Alzano-Siena        | 1-2           | 16 mar.       |
| 3 nov.      | 3-1         | Brescello-SPAL      | 1-2           | 16 mar.       |
| 3 nov.      | 1-1         | Carpi-Novara        | 0-1           | 16 mar.       |
| 3 nov.      | 2-2         | Fiorenzuola-Como    | 0-0           | 16 mar.       |
| 3 nov.      | 0-1         | Montevarchi-Monza   | 2-1           | 16 mar.       |
| 3 nov.      | 0-0         | Pistoiese-Carrarese | 0-1           | 16 mar.       |
| 3 nov.      | 2-2         | Prato-Modena        | 1-0           | 16 mar.       |
| 3 nov.      | 2-1         | Saronno-Treviso     | 1-1           | 16 mar.       |
| 3 nov.      | 0-3         | Spezia-Alessandria  | 1-3           | 16 mar.       |

| andata (10ª) | andata (10ª) | Decima giornata       | ritorno (27ª) | ritorno (27ª) |
|              |              |                       |               |               |
| 10 nov.      | 0-0          | Alessandria-Siena     | 1-2           | 29 mar.       |
| 10 nov.      | 1-0          | Carrarese-Fiorenzuola | 1-1           | 29 mar.       |
| 10 nov.      | 1-0          | Como-Spezia           | 0-1           | 29 mar.       |
| 10 nov.      | 2-0          | Modena-Brescello      | 0-2           | 29 mar.       |
| 10 nov.      | 0-0          | Montevarchi-Carpi     | 2-1           | 29 mar.       |
| 10 nov.      | 1-1          | Monza-Saronno         | 3-2           | 29 mar.       |
| 10 nov.      | 1-2          | Novara-Prato          | 0-1           | 29 mar.       |
| 10 nov.      | 0-0          | SPAL-Alzano           | 2-2           | 29 mar.       |
| 10 nov.      | 2-1          | Treviso-Pistoiese     | 0-2           | 29 mar.       |

| andata (11ª) | andata (11ª) | Undicesima giornata   | ritorno (28ª) | ritorno (28ª) |
|              |              |                       |               |               |
| 24 nov.      | 2-0          | Alessandria-SPAL      | 0-0           | 6 apr.        |
| 24 nov.      | 1-0          | Alzano-Pistoiese      | 0-1           | 6 apr.        |
| 24 nov.      | 1-2          | Brescello-Montevarchi | 1-2           | 6 apr.        |
| 24 nov.      | 0-5          | Fiorenzuola-Carpi     | 1-0           | 6 apr.        |
| 24 nov.      | 1-1          | Modena-Treviso        | 0-0           | 6 apr.        |
| 24 nov.      | 0-0          | Prato-Como            | 0-2           | 6 apr.        |
| 24 nov.      | 2-2          | Saronno-Carrarese     | 0-1           | 6 apr.        |
| 24 nov.      | 1-1          | Siena-Novara          | 3-1           | 6 apr.        |
| 24 nov.      | 0-2          | Spezia-Monza          | 0-2           | 6 apr.        |

| andata (12ª) | andata (12ª) | Dodicesima giornata   | ritorno (29ª) | ritorno (29ª) |
|              |              |                       |               |               |
| 1º dic.      | 1-3          | Carpi-Alzano          | 1-0           | 12 apr.       |
| 1º dic.      | 2-0          | Carrarese-Alessandria | 0-0           | 13 apr.       |
| 1º dic.      | 1-1          | Como-Siena            | 0-0           | 13 apr.       |
| 1º dic.      | 2-1          | Montevarchi-Saronno   | 0-1           | 13 apr.       |
| 1º dic.      | 1-0          | Monza-Fiorenzuola     | 1-1           | 13 apr.       |
| 1º dic.      | 0-3          | Novara-Spezia         | 1-0           | 13 apr.       |
| 1º dic.      | 0-1          | Pistoiese-Prato       | 1-1           | 13 apr.       |
| 1º dic.      | 0-0          | SPAL-Modena           | 1-1           | 13 apr.       |
| 1º dic.      | 1-2          | Treviso-Brescello     | 0-0           | 12 apr.       |

| andata (11ª) | andata (11ª) | Undicesima giornata   | ritorno (28ª) | ritorno (28ª) |
|              |              |                       |               |               |
| 24 nov.      | 2-0          | Alessandria-SPAL      | 0-0           | 6 apr.        |
| 24 nov.      | 1-0          | Alzano-Pistoiese      | 0-1           | 6 apr.        |
| 24 nov.      | 1-2          | Brescello-Montevarchi | 1-2           | 6 apr.        |
| 24 nov.      | 0-5          | Fiorenzuola-Carpi     | 1-0           | 6 apr.        |
| 24 nov.      | 1-1          | Modena-Treviso        | 0-0           | 6 apr.        |
| 24 nov.      | 0-0          | Prato-Como            | 0-2           | 6 apr.        |
| 24 nov.      | 2-2          | Saronno-Carrarese     | 0-1           | 6 apr.        |
| 24 nov.      | 1-1          | Siena-Novara          | 3-1           | 6 apr.        |
| 24 nov.      | 0-2          | Spezia-Monza          | 0-2           | 6 apr.        |

| andata (12ª) | andata (12ª) | Dodicesima giornata   | ritorno (29ª) | ritorno (29ª) |
|              |              |                       |               |               |
| 1º dic.      | 1-3          | Carpi-Alzano          | 1-0           | 12 apr.       |
| 1º dic.      | 2-0          | Carrarese-Alessandria | 0-0           | 13 apr.       |
| 1º dic.      | 1-1          | Como-Siena            | 0-0           | 13 apr.       |
| 1º dic.      | 2-1          | Montevarchi-Saronno   | 0-1           | 13 apr.       |
| 1º dic.      | 1-0          | Monza-Fiorenzuola     | 1-1           | 13 apr.       |
| 1º dic.      | 0-3          | Novara-Spezia         | 1-0           | 13 apr.       |
| 1º dic.      | 0-1          | Pistoiese-Prato       | 1-1           | 13 apr.       |
| 1º dic.      | 0-0          | SPAL-Modena           | 1-1           | 13 apr.       |
| 1º dic.      | 1-2          | Treviso-Brescello     | 0-0           | 12 apr.       |

| andata (13ª) | andata (13ª) | Tredicesima giornata  | ritorno (30ª) | ritorno (30ª) |
|              |              |                       |               |               |
| 8 dic.       | 1-2          | Alessandria-Treviso   | 0-2           | 20 apr.       |
| 8 dic.       | 2-0          | Alzano-Novara         | 1-1           | 20 apr.       |
| 8 dic.       | 0-0          | Brescello-Prato       | 2-0           | 20 apr.       |
| 8 dic.       | 1-0          | Fiorenzuola-Pistoiese | 0-0           | 20 apr.       |
| 8 dic.       | 1-1          | Modena-Montevarchi    | 4-1           | 20 apr.       |
| 8 dic.       | 1-1          | Monza-Como            | 0-1           | 20 apr.       |
| 8 dic.       | 2-1          | Saronno-SPAL          | 2-2           | 20 apr.       |
| 8 dic.       | 0-0          | Siena-Carrarese       | 1-1           | 20 apr.       |
| 8 dic.       | 0-1          | Spezia-Carpi          | 0-2           | 20 apr.       |

| andata (14ª) | andata (14ª) | Quattordicesima giornata | ritorno (31ª) | ritorno (31ª) |
|              |              |                          |               |               |
| 15 dic.      | 4-2          | Carpi-Saronno            | 0-0           | 27 apr.       |
| 15 dic.      | 2-2          | Carrarese-Modena         | 1-0           | 27 apr.       |
| 15 dic.      | 4-1          | Como-Alzano              | 0-0           | 27 apr.       |
| 15 dic.      | 0-1          | Novara-Brescello         | 1-3           | 27 apr.       |
| 15 dic.      | 2-1          | Pistoiese-Spezia         | 1-0           | 27 apr.       |
| 15 dic.      | 0-0          | Prato-Alessandria        | 2-1           | 27 apr.       |
| 15 dic.      | 1-2          | Siena-Fiorenzuola        | 1-2           | 27 apr.       |
| 15 dic.      | 1-0          | SPAL-Montevarchi         | 0-0           | 27 apr.       |
| 15 dic.      | 1-1          | Treviso-Monza            | 0-1           | 27 apr.       |

| andata (13ª) | andata (13ª) | Tredicesima giornata  | ritorno (30ª) | ritorno (30ª) |
|              |              |                       |               |               |
| 8 dic.       | 1-2          | Alessandria-Treviso   | 0-2           | 20 apr.       |
| 8 dic.       | 2-0          | Alzano-Novara         | 1-1           | 20 apr.       |
| 8 dic.       | 0-0          | Brescello-Prato       | 2-0           | 20 apr.       |
| 8 dic.       | 1-0          | Fiorenzuola-Pistoiese | 0-0           | 20 apr.       |
| 8 dic.       | 1-1          | Modena-Montevarchi    | 4-1           | 20 apr.       |
| 8 dic.       | 1-1          | Monza-Como            | 0-1           | 20 apr.       |
| 8 dic.       | 2-1          | Saronno-SPAL          | 2-2           | 20 apr.       |
| 8 dic.       | 0-0          | Siena-Carrarese       | 1-1           | 20 apr.       |
| 8 dic.       | 0-1          | Spezia-Carpi          | 0-2           | 20 apr.       |

| andata (14ª) | andata (14ª) | Quattordicesima giornata | ritorno (31ª) | ritorno (31ª) |
|              |              |                          |               |               |
| 15 dic.      | 4-2          | Carpi-Saronno            | 0-0           | 27 apr.       |
| 15 dic.      | 2-2          | Carrarese-Modena         | 1-0           | 27 apr.       |
| 15 dic.      | 4-1          | Como-Alzano              | 0-0           | 27 apr.       |
| 15 dic.      | 0-1          | Novara-Brescello         | 1-3           | 27 apr.       |
| 15 dic.      | 2-1          | Pistoiese-Spezia         | 1-0           | 27 apr.       |
| 15 dic.      | 0-0          | Prato-Alessandria        | 2-1           | 27 apr.       |
| 15 dic.      | 1-2          | Siena-Fiorenzuola        | 1-2           | 27 apr.       |
| 15 dic.      | 1-0          | SPAL-Montevarchi         | 0-0           | 27 apr.       |
| 15 dic.      | 1-1          | Treviso-Monza            | 0-1           | 27 apr.       |

| andata (15ª) | andata (15ª) | Quindicesima giornata | ritorno (32ª) | ritorno (32ª) |
|              |              |                       |               |               |
| 22 dic.      | 1-0          | Alessandria-Novara    | 1-1           | 4 mag.        |
| 22 dic.      | 0-1          | Alzano-Fiorenzuola    | 1-1           | 4 mag.        |
| 22 dic.      | 1-0          | Brescello-Pistoiese   | 0-1           | 4 mag.        |
| 22 dic.      | 2-0          | Carpi-Prato           | 1-2           | 4 mag.        |
| 22 dic.      | 1-1          | Montevarchi-Carrarese | 0-0           | 4 mag.        |
| 22 dic.      | 1-0          | Monza-SPAL            | 2-2           | 4 mag.        |
| 22 dic.      | 1-0          | Saronno-Siena         | 2-1           | 4 mag.        |
| 22 dic.      | 1-1          | Spezia-Modena         | 0-1           | 4 mag.        |
| 22 dic.      | 2-0          | Treviso-Como          | 0-0           | 4 mag.        |

| andata (16ª) | andata (16ª) | Sedicesima giornata     | ritorno (33ª) | ritorno (33ª) |
|              |              |                         |               |               |
| 29 dic.      | 1-0          | Carrarese-Alzano        | 0-1           | 11 mag.       |
| 29 dic.      | 1-4          | Como-Carpi              | 0-1           | 11 mag.       |
| 29 dic.      | 2-1          | Fiorenzuola-Montevarchi | 2-2           | 11 mag.       |
| 29 dic.      | 0-0          | Modena-Saronno          | 0-1           | 11 mag.       |
| 29 dic.      | 0-2          | Novara-Monza            | 2-2           | 11 mag.       |
| 29 dic.      | 1-2          | Pistoiese-Alessandria   | 0-2           | 11 mag.       |
| 29 dic.      | 3-1          | Prato-Spezia            | 1-0           | 11 mag.       |
| 5 gen.       | 1-3          | Siena-Brescello         | 1-2           | 11 mag.       |
| 29 dic.      | 2-5          | SPAL-Treviso            | 1-2           | 11 mag.       |

| andata (15ª) | andata (15ª) | Quindicesima giornata | ritorno (32ª) | ritorno (32ª) |
|              |              |                       |               |               |
| 22 dic.      | 1-0          | Alessandria-Novara    | 1-1           | 4 mag.        |
| 22 dic.      | 0-1          | Alzano-Fiorenzuola    | 1-1           | 4 mag.        |
| 22 dic.      | 1-0          | Brescello-Pistoiese   | 0-1           | 4 mag.        |
| 22 dic.      | 2-0          | Carpi-Prato           | 1-2           | 4 mag.        |
| 22 dic.      | 1-1          | Montevarchi-Carrarese | 0-0           | 4 mag.        |
| 22 dic.      | 1-0          | Monza-SPAL            | 2-2           | 4 mag.        |
| 22 dic.      | 1-0          | Saronno-Siena         | 2-1           | 4 mag.        |
| 22 dic.      | 1-1          | Spezia-Modena         | 0-1           | 4 mag.        |
| 22 dic.      | 2-0          | Treviso-Como          | 0-0           | 4 mag.        |

| andata (16ª) | andata (16ª) | Sedicesima giornata     | ritorno (33ª) | ritorno (33ª) |
|              |              |                         |               |               |
| 29 dic.      | 1-0          | Carrarese-Alzano        | 0-1           | 11 mag.       |
| 29 dic.      | 1-4          | Como-Carpi              | 0-1           | 11 mag.       |
| 29 dic.      | 2-1          | Fiorenzuola-Montevarchi | 2-2           | 11 mag.       |
| 29 dic.      | 0-0          | Modena-Saronno          | 0-1           | 11 mag.       |
| 29 dic.      | 0-2          | Novara-Monza            | 2-2           | 11 mag.       |
| 29 dic.      | 1-2          | Pistoiese-Alessandria   | 0-2           | 11 mag.       |
| 29 dic.      | 3-1          | Prato-Spezia            | 1-0           | 11 mag.       |
| 5 gen.       | 1-3          | Siena-Brescello         | 1-2           | 11 mag.       |
| 29 dic.      | 2-5          | SPAL-Treviso            | 1-2           | 11 mag.       |

| \| andata (17ª) \| andata (17ª) \| Diciassettesima giornata \| ritorno (34ª) \| ritorno (34ª) \| \| \| \| \| \| \| \| 12 gen. \| 0-1 \| Alessandria-Fiorenzuola \| 2-2 \| 18 mag. \| \| 12 gen. \| 0-1 \| Alzano-Prato \| 0-1 \| 18 mag. \| \| 12 gen. \| 1-0 \| Brescello-Carrarese \| 2-1 \| 18 mag. \| \| 12 gen. \| 1-1 \| Carpi-Pistoiese \| 1-1 \| 18 mag. \| \| 12 gen. \| 2-1 \| Montevarchi-Como \| 2-2 \| 18 mag. \| \| 12 gen. \| 0-0 \| Monza-Modena \| 1-1 \| 18 mag. \| \| 12 gen. \| 1-0 \| Saronno-Novara \| 0-0 \| 18 mag. \| \| 12 gen. \| 1-1 \| Spezia-SPAL \| 1-0 \| 18 mag. \| \| 12 gen. \| 2-1 \| Treviso-Siena \| 2-3 \| 18 mag. \| |              |                          |               |               |
| andata (17ª) | andata (17ª) | Diciassettesima giornata | ritorno (34ª) | ritorno (34ª) |
| |              |                          |               |               |
| 12 gen. | 0-1          | Alessandria-Fiorenzuola  | 2-2           | 18 mag.       |
| 12 gen. | 0-1          | Alzano-Prato             | 0-1           | 18 mag.       |
| 12 gen. | 1-0          | Brescello-Carrarese      | 2-1           | 18 mag.       |
| 12 gen. | 1-1          | Carpi-Pistoiese          | 1-1           | 18 mag.       |
| 12 gen. | 2-1          | Montevarchi-Como         | 2-2           | 18 mag.       |
| 12 gen. | 0-0          | Monza-Modena             | 1-1           | 18 mag.       |
| 12 gen. | 1-0          | Saronno-Novara           | 0-0           | 18 mag.       |
| 12 gen. | 1-1          | Spezia-SPAL              | 1-0           | 18 mag.       |
| 12 gen. | 2-1          | Treviso-Siena            | 2-3           | 18 mag.       |

| andata (17ª) | andata (17ª) | Diciassettesima giornata | ritorno (34ª) | ritorno (34ª) |
|              |              |                          |               |               |
| 12 gen.      | 0-1          | Alessandria-Fiorenzuola  | 2-2           | 18 mag.       |
| 12 gen.      | 0-1          | Alzano-Prato             | 0-1           | 18 mag.       |
| 12 gen.      | 1-0          | Brescello-Carrarese      | 2-1           | 18 mag.       |
| 12 gen.      | 1-1          | Carpi-Pistoiese          | 1-1           | 18 mag.       |
| 12 gen.      | 2-1          | Montevarchi-Como         | 2-2           | 18 mag.       |
| 12 gen.      | 0-0          | Monza-Modena             | 1-1           | 18 mag.       |
| 12 gen.      | 1-0          | Saronno-Novara           | 0-0           | 18 mag.       |
| 12 gen.      | 1-1          | Spezia-SPAL              | 1-0           | 18 mag.       |
| 12 gen.      | 2-1          | Treviso-Siena            | 2-3           | 18 mag.       |

### Spareggi

#### Play-off

##### Semifinali
|           |     |           | Città e data                 |
| --------- | --- | --------- | ---------------------------- |
| Monza     | 2-1 | Brescello | Monza, 1º giugno 1997        |
| Brescello | 0-1 | Monza     | Reggio Emilia, 8 giugno 1997 |
|           |     |           |                              |
| Saronno   | 1-0 | Carpi     | Saronno, 1º giugno 1997      |
| Carpi     | 3-0 | Saronno   | Carpi, 8 giugno 1997         |

##### Finale
|       |     |       | Città e data            |
| ----- | --- | ----- | ----------------------- |
| Carpi | 2-3 | Monza | Ferrara, 15 giugno 1997 |

#### Play-out
|                 |     |                 | Città e data                    |
| --------------- | --- | --------------- | ------------------------------- |
| Novara          | 0-0 | Pistoiese       | Novara, 1º giugno 1997          |
| Pistoiese       | 1-1 | Novara          | Pistoia, 8 giugno 1997          |
|                 |     |                 |                                 |
| Alzano Virescit | 0-0 | SPAL            | Alzano Lombardo, 1º giugno 1997 |
| SPAL            | 1-2 | Alzano Virescit | Ferrara, 8 giugno 1997          |

### Statistiche

#### Squadre

##### Primati stagionali
- Maggior numero di vittorie: Brescello (17)
- Minor numero di sconfitte: Saronno (5)
- Miglior attacco: Treviso (47 reti fatte)
- Miglior difesa: Carrarese e Monza (23 reti subite)
- Miglior differenza reti: Treviso (+18)
- Maggior numero di pareggi: Modena e Montevarchi (17)
- Minor numero di vittorie: Spezia (4)
- Maggior numero di sconfitte: Spezia (19)
- Peggiore attacco: Spezia (17 reti fatte)
- Peggior difesa: SPAL (47 reti subite)
- Peggior differenza reti: Spezia (-24)
- Partite con più reti: Alessandria-Brescello 5-2 (8ª giornata) e SPAL-Treviso 2-5 (16ª giornata)

#### Individuali

##### Classifica marcatori
Nel corso del campionato furono segnati complessivamente 578 gol, per una media di 1,88 reti a partita. Di seguito, la classifica dei marcatori.
| Gol |  |  | Giocatore            | Squadra     |
| --- |  |  | -------------------- | ----------- |
| 16  |  |  | Roberto Putelli      | SPAL        |
| 15  |  |  | Corrado Grabbi       | Modena      |
| 15  |  |  | Flavio Fiorio        | Treviso     |
| 13  |  |  | Cristiano Masitto    | Carpi       |
| 11  |  |  | Massimiliano Benfari | Carrarese   |
| 10  |  |  | Gianni Califano      | Alessandria |
| 10  |  |  | Francesco Bertolotti | Brescello   |
| 10  |  |  | Firmino Elia         | Montevarchi |
| 9   |  |  | Luca Cecconi         | Como        |
| 9   |  |  | Giovanni Soncin      | Treviso     |

## Girone B

### Squadre partecipanti
| Club             | Stagione | Città                        | Stadio                                                                                               | Stagione precedente                              |
| ---------------- | -------- | ---------------------------- | --- | ------------------------------------------------ |
| Acireale         | dettagli | Acireale (CT)                | Stadio Tupparello                                                                                    | 12º posto in Serie C1/B                          |
| Ancona           | dettagli | Ancona                       | Stadio del Conero                                                                                    | 19º posto in Serie B, retrocesso                 |
| Ascoli           | dettagli | Ascoli Piceno                | Stadio Cino e Lillo Del Duca                                                                         | 4º posto in Serie C1/B                           |
| Atletico Catania | dettagli | Catania                      | Stadio Cibali                                                                                        | 7º posto in Serie C1/B                           |
| Avellino         | dettagli | Avellino                     | Stadio Partenio                                                                                      | 18º posto in Serie B, retrocesso                 |
| Avezzano         | dettagli | Avezzano (AQ)                | Stadio dei Marsi                                                                                     | 1º posto in Serie C2/C, promosso                 |
| Casarano         | dettagli | Casarano (LE)                | Stadio Giuseppe Capozza                                                                              | 11º posto in Serie C1/B                          |
| Fermana          | dettagli | Fermo (AP)                   | Stadio Bruno Recchioni                                                                               | 4º posto in Serie C2/B, promossa dopo i play-off |
| Fidelis Andria   | dettagli | Andria (BA)                  | Stadio Degli Ulivi                                                                                   | 17º posto in Serie B, retrocessa                 |
| Giulianova       | dettagli | Giulianova (TE)              | Stadio Rubens Fadini                                                                                 | 3º posto in Serie C2/C, promosso dopo i play-off |
| Gualdo           | dettagli | Gualdo Tadino (PG)           | Stadio Carlo Angelo Luzi                                                                             | 5º posto in Serie C1/B                           |
| Ischia           | dettagli | Ischia (NA)                  | Stadio Vincenzo Mazzella                                                                             | 9º posto in Serie C1/B                           |
| Juve Stabia      | dettagli | Castellammare di Stabia (NA) | Stadio Romeo Menti                                                                                   | 15º posto in Serie C1/B                          |
| Lodigiani        | dettagli | Roma                         | Stadio Flaminio                                                                                      | 10º posto in Serie C1/B                          |
| Nocerina         | dettagli | Nocera Inferiore (SA)        | Stadio San Francesco d'Assisi                                                                        | 3º posto in Serie C1/B                           |
| Savoia           | dettagli | Torre Annunziata (NA)        | Stadio San Paolo, Napoli Stadio San Ciro, Portici (solo 25 eª 34ª) Stadio Arechi, Salerno (solo 30ª) | 13º posto in Serie C1/B                          |
| Sora             | dettagli | Sora (FR)                    | Stadio Claudio Tomei                                                                                 | 6º posto in Serie C1/B                           |
| Trapani          | dettagli | Trapani                      | Stadio Polisportivo Provinciale, Erice                                                               | 14º posto in Serie C1/B                          |

### Allenatori
| Squadra          | Allenatore                                                                           |                   | Squadra                                                                   | Allenatore         |
| ---------------- | ------------------------------------------------------------------------------------ | ----------------- | ------------------------------------------------------------------------- | ------------------ |
| Acireale         | Rosario Foti                                                                         |                   | Giulianova                                                                | Francesco Giorgini |
| Ancona           | Giuseppe Petrelli (1ª-13ª) Mario Colautti (14ª-32ª) Fabio Brini (32ª-34ª e play-off) | Gualdo            | Giuliano Sonzogni (1ª-10ª) Walter Nicoletti (11ª-34ª)                     |                    |
| Ascoli           | Enrico Nicolini (1ª-11ª) Francesco Scorsa (12ª-25ª) Enrico Nicolini (26ª-34ª)        | Ischia Isolaverde | Tommaso Angrisani (1ª-6ª) Piero Cucchi (7ª-34ª)                           |                    |
| Atletico Catania | Angelo Orazi (1ª-7ª) Roberto Morinini (8ª-34ª e play-off)                            | Juve Stabia       | Viviano Guida (1ª-21ª) Valentino Cesino (22ª) Rosario Rivellino (23ª-34ª) |                    |
| Avellino         | Giuliano Zoratti (1ª-9ª) Salvatore Di Somma (10ª-24ª) Pasquale Casale (25ª-34ª)      | Lodigiani         | Maurizio Viscidi                                                          |                    |
| Avezzano         | Francesco Dellisanti (1ª-18ª) Alberto Mari (19ª-34ª)                                 | Nocerina          | Marco Maestripieri (1ª-7ª) Gianni Balugani (8ª-34ª e play-out)            |                    |
| Casarano         | Adriano Cadregari                                                                    | Savoia            | Francesco D'Arrigo                                                        |                    |
| Fermana          | Marco Alessandrini                                                                   | Sora              | Claudio Di Pucchio (1ª-25ª) Ezio Castellucci (26ª-34ª e play-out)         |                    |
| Fidelis Andria   | Giuseppe Papadopulo                                                                  | Trapani           | Ivo Iaconi                                                                |                    |

### Classifica finale
|  | Pos. | Squadra          | Pt | G  | V  | N  | P  | GF | GS | DR  |
|  | ---- | ---------------- | -- | -- | -- | -- | -- | -- | -- | --- |
|  | 1.   | Fidelis Andria   | 64 | 34 | 17 | 13 | 4  | 42 | 16 | +26 |
|  | 2.   | Ancona           | 57 | 34 | 14 | 15 | 5  | 38 | 29 | +9  |
|  | 3.   | Savoia           | 52 | 34 | 13 | 13 | 8  | 39 | 23 | +16 |
|  | 4.   | Atletico Catania | 49 | 34 | 11 | 16 | 7  | 23 | 15 | +8  |
|  | 5.   | Giulianova       | 49 | 34 | 12 | 13 | 9  | 36 | 34 | +2  |
|  | 6.   | Acireale         | 45 | 34 | 10 | 15 | 9  | 19 | 20 | -1  |
|  | 7.   | Casarano         | 43 | 34 | 10 | 13 | 11 | 29 | 37 | -8  |
|  | 8.   | Ascoli           | 43 | 34 | 10 | 13 | 11 | 38 | 41 | -3  |
|  | 9.   | Ischia           | 43 | 34 | 10 | 13 | 11 | 21 | 26 | -5  |
|  | 10.  | Lodigiani        | 42 | 34 | 10 | 12 | 12 | 38 | 37 | +1  |
|  | 11.  | Juve Stabia      | 42 | 34 | 10 | 12 | 12 | 24 | 21 | +3  |
|  | 12.  | Avellino         | 42 | 34 | 10 | 12 | 12 | 27 | 29 | -2  |
|  | 13.  | Gualdo           | 41 | 34 | 8  | 17 | 9  | 30 | 28 | +2  |
|  | 14.  | Nocerina         | 41 | 34 | 10 | 11 | 13 | 31 | 31 | 0   |
|  | 15.  | Fermana          | 41 | 34 | 9  | 14 | 11 | 30 | 31 | -1  |
|  | 16.  | Trapani          | 41 | 34 | 11 | 8  | 15 | 26 | 41 | -15 |
|  | 17.  | Sora             | 38 | 34 | 9  | 11 | 14 | 23 | 36 | -13 |
|  | 18.  | Avezzano         | 29 | 34 | 6  | 11 | 17 | 18 | 37 | -19 |

Legenda:
         Promosse in Serie B 1997-1998
         Retrocesse in Serie C2 1997-1998
Regolamento:
Tre punti a vittoria, uno a pareggio, zero a sconfitta.
A parità di punti le posizioni erano stabilite dalla classifica avulsa.

### Risultati

#### Tabellone
|                  | Aci  | Anc  | Asc  | Atl  | Avl  | Avz  | Cas  | Fer  | Fid  | Giu  | Gua  | Isc  | Juv  | Lod  | Noc  | Sav  | Sor  | Tra  |
| ---------------- | ---- | ---- | ---- | ---- | ---- | ---- | ---- | ---- | ---- | ---- | ---- | ---- | ---- | ---- | ---- | ---- | ---- | ---- |
| Acireale         | –––– | 0-0  | 0-0  | 1-1  | 0-0  | 0-0  | 2-0  | 0-1  | 0-0  | 0-1  | 0-0  | 0-0  | 0-0  | 0-1  | 1-0  | 0-0  | 2-1  | 1-0  |
| Ancona           | 2-0  | –––– | 1-1  | 1-0  | 1-1  | 0-1  | 1-0  | 2-0  | 0-2  | 2-2  | 1-1  | 2-0  | 2-2  | 1-0  | 1-1  | 2-1  | 2-1  | 1-1  |
| Ascoli           | 0-1  | 0-0  | –––– | 2-1  | 1-0  | 0-0  | 1-1  | 2-2  | 1-0  | 0-2  | 1-1  | 2-0  | 1-0  | 2-2  | 0-0  | 1-0  | 2-0  | 4-1  |
| Atletico Catania | 0-0  | 0-0  | 1-0  | –––– | 2-0  | 3-0  | 1-2  | 1-0  | 1-1  | 0-0  | 0-0  | 0-0  | 0-1  | 1-0  | 0-2  | 0-0  | 1-1  | 0-0  |
| Avellino         | 2-2  | 1-2  | 4-1  | 1-2  | –––– | 2-0  | 1-0  | 0-1  | 0-1  | 1-0  | 1-0  | 0-0  | 1-0  | 1-1  | 1-0  | 0-0  | 0-2  | 2-0  |
| Avezzano         | 1-0  | 1-2  | 1-3  | 0-0  | 0-1  | –––– | 2-0  | 1-1  | 0-1  | 0-1  | 2-0  | 1-0  | 0-0  | 1-1  | 1-1  | 1-3  | 0-0  | 1-1  |
| Casarano         | 1-4  | 1-1  | 3-1  | 0-0  | 0-0  | 2-0  | –––– | 0-3  | 0-0  | 0-0  | 0-2  | 0-0  | 1-0  | 2-1  | 1-0  | 1-1  | 2-2  | 3-0  |
| Fermana          | 2-0  | 0-0  | 2-2  | 0-1  | 1-1  | 0-0  | 1-1  | –––– | 0-3  | 1-1  | 0-0  | 0-1  | 2-1  | 3-1  | 2-0  | 0-0  | 0-0  | 0-1  |
| Fidelis Andria   | 2-0  | 1-0  | 2-0  | 0-0  | 3-1  | 3-0  | 0-1  | 1-0  | –––– | 1-1  | 0-0  | 1-1  | 0-0  | 2-0  | 0-2  | 1-0  | 2-0  | 4-1  |
| Giulianova       | 3-0  | 0-0  | 3-2  | 0-1  | 2-2  | 2-1  | 1-2  | 2-1  | 1-2  | –––– | 0-0  | 1-0  | 2-0  | 2-2  | 1-0  | 2-0  | 0-0  | 2-3  |
| Gualdo           | 0-0  | 0-1  | 2-2  | 1-0  | 1-1  | 1-0  | 1-1  | 2-2  | 1-1  | 1-1  | –––– | 1-1  | 0-1  | 3-3  | 4-0  | 0-0  | 1-0  | 2-0  |
| Ischia           | 2-1  | 1-1  | 1-1  | 0-2  | 1-1  | 0-1  | 0-1  | 1-0  | 0-0  | 3-0  | 1-0  | –––– | 1-0  | 1-0  | 3-2  | 0-3  | 2-0  | 0-1  |
| Juve Stabia      | 0-0  | 3-0  | 2-3  | 0-0  | 0-0  | 1-0  | 5-1  | 0-0  | 0-2  | 2-0  | 0-1  | 2-0  | –––– | 0-0  | 1-0  | 0-2  | 2-0  | 0-1  |
| Lodigiani        | 0-0  | 1-2  | 3-0  | 0-1  | 2-0  | 2-0  | 2-0  | 1-2  | 0-2  | 1-0  | 2-1  | 0-0  | 0-1  | –––– | 1-1  | 5-1  | 0-0  | 2-1  |
| Nocerina         | 0-1  | 2-2  | 1-0  | 0-0  | 0-1  | 2-1  | 0-0  | 1-0  | 1-1  | 1-1  | 2-1  | 0-1  | 0-0  | 5-0  | –––– | 1-1  | 2-0  | 1-0  |
| Savoia           | 0-1  | 1-2  | 1-0  | 0-0  | 1-0  | 0-0  | 2-1  | 3-0  | 1-1  | 4-0  | 3-0  | 0-0  | 1-0  | 1-1  | 1-2  | –––– | 3-0  | 2-0  |
| Sora             | 0-1  | 1-0  | 2-1  | 0-3  | 1-0  | 3-1  | 1-0  | 1-1  | 2-2  | 0-0  | 1-0  | 2-0  | 0-0  | 0-0  | 1-0  | 1-3  | –––– | 0-1  |
| Trapani          | 0-1  | 2-3  | 1-1  | 2-0  | 1-0  | 1-0  | 1-1  | 0-2  | 1-0  | 1-2  | 0-2  | 0-0  | 0-0  | 0-3  | 2-1  | 0-0  | 2-0  | –––– |

#### Calendario
| andata (1ª) | andata (1ª) | Prima giornata          | ritorno (18ª) | ritorno (18ª) |
|             |             |                         |               |               |
| 1º set.     | 2-0         | Ascoli-Ischia           | 1-1           | 19 gen.       |
| 1º set.     | 0-0         | Atletico Catania-Savoia | 0-0           | 19 gen.       |
| 1º set.     | 0-1         | Avezzano-Avellino       | 0-2           | 19 gen.       |
| 1º set.     | 1-1         | Casarano-Ancona         | 0-1           | 19 gen.       |
| 1º set.     | 2-0         | Gualdo-Trapani          | 2-0           | 19 gen.       |
| 1º set.     | 2-0         | Juve Stabia-Giulianova  | 0-2           | 19 gen.       |
| 1º set.     | 1-2         | Lodigiani-Fermana       | 1-3           | 19 gen.       |
| 1º set.     | 1-1         | Nocerina-Fidelis Andria | 2-0           | 19 gen.       |
| 1º set.     | 0-1         | Sora-Acireale           | 1-2           | 19 gen.       |

| andata (2ª) | andata (2ª) | Seconda giornata           | ritorno (19ª) | ritorno (19ª) |
|             |             |                            |               |               |
| 8 set.      | 0-0         | Acireale-Avezzano          | 0-1           | 26 gen.       |
| 8 set.      | 1-1         | Ancona-Nocerina            | 2-2           | 26 gen.       |
| 8 set.      | 1-0         | Avellino-Gualdo            | 1-1           | 26 gen.       |
| 8 set.      | 0-0         | Fermana-Sora               | 1-1           | 26 gen.       |
| 8 set.      | 0-0         | Fidelis Andria-Juve Stabia | 2-0           | 26 gen.       |
| 8 set.      | 2-2         | Giulianova-Lodigiani       | 0-1           | 25 gen.       |
| 8 set.      | 0-1         | Ischia-Casarano            | 0-0           | 26 gen.       |
| 8 set.      | 1-0         | Savoia-Ascoli              | 0-1           | 26 gen.       |
| 8 set.      | 2-0         | Trapani-Atletico Catania   | 0-0           | 26 gen.       |

| andata (1ª) | andata (1ª) | Prima giornata          | ritorno (18ª) | ritorno (18ª) |
|             |             |                         |               |               |
| 1º set.     | 2-0         | Ascoli-Ischia           | 1-1           | 19 gen.       |
| 1º set.     | 0-0         | Atletico Catania-Savoia | 0-0           | 19 gen.       |
| 1º set.     | 0-1         | Avezzano-Avellino       | 0-2           | 19 gen.       |
| 1º set.     | 1-1         | Casarano-Ancona         | 0-1           | 19 gen.       |
| 1º set.     | 2-0         | Gualdo-Trapani          | 2-0           | 19 gen.       |
| 1º set.     | 2-0         | Juve Stabia-Giulianova  | 0-2           | 19 gen.       |
| 1º set.     | 1-2         | Lodigiani-Fermana       | 1-3           | 19 gen.       |
| 1º set.     | 1-1         | Nocerina-Fidelis Andria | 2-0           | 19 gen.       |
| 1º set.     | 0-1         | Sora-Acireale           | 1-2           | 19 gen.       |

| andata (2ª) | andata (2ª) | Seconda giornata           | ritorno (19ª) | ritorno (19ª) |
|             |             |                            |               |               |
| 8 set.      | 0-0         | Acireale-Avezzano          | 0-1           | 26 gen.       |
| 8 set.      | 1-1         | Ancona-Nocerina            | 2-2           | 26 gen.       |
| 8 set.      | 1-0         | Avellino-Gualdo            | 1-1           | 26 gen.       |
| 8 set.      | 0-0         | Fermana-Sora               | 1-1           | 26 gen.       |
| 8 set.      | 0-0         | Fidelis Andria-Juve Stabia | 2-0           | 26 gen.       |
| 8 set.      | 2-2         | Giulianova-Lodigiani       | 0-1           | 25 gen.       |
| 8 set.      | 0-1         | Ischia-Casarano            | 0-0           | 26 gen.       |
| 8 set.      | 1-0         | Savoia-Ascoli              | 0-1           | 26 gen.       |
| 8 set.      | 2-0         | Trapani-Atletico Catania   | 0-0           | 26 gen.       |

| andata (3ª) | andata (3ª) | Terza giornata           | ritorno (20ª) | ritorno (20ª) |
|             |             |                          |               |               |
| 15 set.     | 4-1         | Ascoli-Trapani           | 1-1           | 2 feb.        |
| 15 set.     | 1-0         | Atletico Catania-Fermana | 1-0           | 2 feb.        |
| 15 set.     | 0-1         | Avellino-Fidelis Andria  | 1-3           | 2 feb.        |
| 15 set.     | 1-0         | Avezzano-Ischia          | 1-0           | 2 feb.        |
| 15 set.     | 1-1         | Gualdo-Giulianova        | 0-0           | 2 feb.        |
| 15 set.     | 0-2         | Juve Stabia-Savoia       | 0-1           | 2 feb.        |
| 14 set.     | 1-2         | Lodigiani-Ancona         | 0-1           | 2 feb.        |
| 15 set.     | 0-1         | Nocerina-Acireale        | 0-1           | 2 feb.        |
| 15 set.     | 1-0         | Sora-Casarano            | 2-2           | 2 feb.        |

| andata (4ª) | andata (4ª) | Quarta giornata         | ritorno (21ª) | ritorno (21ª) |
|             |             |                         |               |               |
| 22 set.     | 0-0         | Acireale-Ascoli         | 1-0           | 9 feb.        |
| 22 set.     | 1-0         | Ancona-Atletico Catania | 0-0           | 9 feb.        |
| 22 set.     | 2-1         | Casarano-Lodigiani      | 0-2           | 8 feb.        |
| 22 set.     | 2-0         | Fermana-Nocerina        | 0-1           | 9 feb.        |
| 22 set.     | 2-2         | Giulianova-Avellino     | 0-1           | 9 feb.        |
| 22 set.     | 0-0         | Ischia-Fidelis Andria   | 1-1           | 9 feb.        |
| 22 set.     | 0-0         | Savoia-Avezzano         | 3-1           | 9 feb.        |
| 22 set.     | 1-0         | Sora-Gualdo             | 0-1           | 9 feb.        |
| 22 set.     | 0-0         | Trapani-Juve Stabia     | 1-0           | 9 feb.        |

| andata (3ª) | andata (3ª) | Terza giornata           | ritorno (20ª) | ritorno (20ª) |
|             |             |                          |               |               |
| 15 set.     | 4-1         | Ascoli-Trapani           | 1-1           | 2 feb.        |
| 15 set.     | 1-0         | Atletico Catania-Fermana | 1-0           | 2 feb.        |
| 15 set.     | 0-1         | Avellino-Fidelis Andria  | 1-3           | 2 feb.        |
| 15 set.     | 1-0         | Avezzano-Ischia          | 1-0           | 2 feb.        |
| 15 set.     | 1-1         | Gualdo-Giulianova        | 0-0           | 2 feb.        |
| 15 set.     | 0-2         | Juve Stabia-Savoia       | 0-1           | 2 feb.        |
| 14 set.     | 1-2         | Lodigiani-Ancona         | 0-1           | 2 feb.        |
| 15 set.     | 0-1         | Nocerina-Acireale        | 0-1           | 2 feb.        |
| 15 set.     | 1-0         | Sora-Casarano            | 2-2           | 2 feb.        |

| andata (4ª) | andata (4ª) | Quarta giornata         | ritorno (21ª) | ritorno (21ª) |
|             |             |                         |               |               |
| 22 set.     | 0-0         | Acireale-Ascoli         | 1-0           | 9 feb.        |
| 22 set.     | 1-0         | Ancona-Atletico Catania | 0-0           | 9 feb.        |
| 22 set.     | 2-1         | Casarano-Lodigiani      | 0-2           | 8 feb.        |
| 22 set.     | 2-0         | Fermana-Nocerina        | 0-1           | 9 feb.        |
| 22 set.     | 2-2         | Giulianova-Avellino     | 0-1           | 9 feb.        |
| 22 set.     | 0-0         | Ischia-Fidelis Andria   | 1-1           | 9 feb.        |
| 22 set.     | 0-0         | Savoia-Avezzano         | 3-1           | 9 feb.        |
| 22 set.     | 1-0         | Sora-Gualdo             | 0-1           | 9 feb.        |
| 22 set.     | 0-0         | Trapani-Juve Stabia     | 1-0           | 9 feb.        |

| andata (5ª) | andata (5ª) | Quinta giornata            | ritorno (22ª) | ritorno (22ª) |
|             |             |                            |               |               |
| 29 set.     | 1-0         | Acireale-Trapani           | 1-0           | 16 feb.       |
| 29 set.     | 0-2         | Ascoli-Giulianova          | 2-3           | 16 feb.       |
| 29 set.     | 1-0         | Atletico Catania-Lodigiani | 1-0           | 15 feb.       |
| 29 set.     | 1-2         | Avellino-Ancona            | 1-1           | 16 feb.       |
| 29 set.     | 2-0         | Avezzano-Gualdo            | 0-1           | 16 feb.       |
| 29 set.     | 1-0         | Fidelis Andria-Fermana     | 3-0           | 16 feb.       |
| 29 set.     | 0-3         | Ischia-Savoia              | 0-0           | 16 feb.       |
| 29 set.     | 5-1         | Juve Stabia-Casarano       | 0-1           | 16 feb.       |
| 29 set.     | 2-0         | Nocerina-Sora              | 0-1           | 16 feb.       |

| andata (6ª) | andata (6ª) | Sesta giornata          | ritorno (23ª) | ritorno (23ª) |
|             |             |                         |               |               |
| 6 ott.      | 0-2         | Ancona-Fidelis Andria   | 0-1           | 23 feb.       |
| 6 ott.      | 3-1         | Casarano-Ascoli         | 1-1           | 23 feb.       |
| 6 ott.      | 0-0         | Fermana-Avezzano        | 1-1           | 23 feb.       |
| 6 ott.      | 1-0         | Giulianova-Ischia       | 0-3           | 23 feb.       |
| 6 ott.      | 1-0         | Gualdo-Atletico Catania | 0-0           | 23 feb.       |
| 5 ott.      | 2-0         | Lodigiani-Avellino      | 1-1           | 23 feb.       |
| 6 ott.      | 0-1         | Savoia-Acireale         | 0-0           | 23 feb.       |
| 6 ott.      | 0-0         | Sora-Juve Stabia        | 0-2           | 23 feb.       |
| 6 ott.      | 2-1         | Trapani-Nocerina        | 0-1           | 23 feb.       |

| andata (5ª) | andata (5ª) | Quinta giornata            | ritorno (22ª) | ritorno (22ª) |
|             |             |                            |               |               |
| 29 set.     | 1-0         | Acireale-Trapani           | 1-0           | 16 feb.       |
| 29 set.     | 0-2         | Ascoli-Giulianova          | 2-3           | 16 feb.       |
| 29 set.     | 1-0         | Atletico Catania-Lodigiani | 1-0           | 15 feb.       |
| 29 set.     | 1-2         | Avellino-Ancona            | 1-1           | 16 feb.       |
| 29 set.     | 2-0         | Avezzano-Gualdo            | 0-1           | 16 feb.       |
| 29 set.     | 1-0         | Fidelis Andria-Fermana     | 3-0           | 16 feb.       |
| 29 set.     | 0-3         | Ischia-Savoia              | 0-0           | 16 feb.       |
| 29 set.     | 5-1         | Juve Stabia-Casarano       | 0-1           | 16 feb.       |
| 29 set.     | 2-0         | Nocerina-Sora              | 0-1           | 16 feb.       |

| andata (6ª) | andata (6ª) | Sesta giornata          | ritorno (23ª) | ritorno (23ª) |
|             |             |                         |               |               |
| 6 ott.      | 0-2         | Ancona-Fidelis Andria   | 0-1           | 23 feb.       |
| 6 ott.      | 3-1         | Casarano-Ascoli         | 1-1           | 23 feb.       |
| 6 ott.      | 0-0         | Fermana-Avezzano        | 1-1           | 23 feb.       |
| 6 ott.      | 1-0         | Giulianova-Ischia       | 0-3           | 23 feb.       |
| 6 ott.      | 1-0         | Gualdo-Atletico Catania | 0-0           | 23 feb.       |
| 5 ott.      | 2-0         | Lodigiani-Avellino      | 1-1           | 23 feb.       |
| 6 ott.      | 0-1         | Savoia-Acireale         | 0-0           | 23 feb.       |
| 6 ott.      | 0-0         | Sora-Juve Stabia        | 0-2           | 23 feb.       |
| 6 ott.      | 2-1         | Trapani-Nocerina        | 0-1           | 23 feb.       |

| andata (7ª) | andata (7ª) | Settima giornata        | ritorno (24ª) | ritorno (24ª) |
|             |             |                         |               |               |
| 20 ott.     | 0-1         | Acireale-Giulianova     | 0-3           | 2 mar.        |
| 20 ott.     | 2-1         | Ascoli-Atletico Catania | 0-1           | 2 mar.        |
| 20 ott.     | 0-2         | Avellino-Sora           | 0-1           | 2 mar.        |
| 20 ott.     | 1-1         | Avezzano-Lodigiani      | 0-2           | 1º mar.       |
| 20 ott.     | 0-1         | Fidelis Andria-Casarano | 0-0           | 2 mar.        |
| 20 ott.     | 1-0         | Ischia-Fermana          | 1-0           | 2 mar.        |
| 20 ott.     | 1-0         | Juve Stabia-Nocerina    | 0-0           | 2 mar.        |
| 20 ott.     | 3-0         | Savoia-Gualdo           | 0-0           | 2 mar.        |
| 20 ott.     | 2-3         | Trapani-Ancona          | 1-1           | 2 mar.        |

| andata (8ª) | andata (8ª) | Ottava giornata           | ritorno (25ª) | ritorno (25ª) |
|             |             |                           |               |               |
| 27 ott.     | 2-1         | Ancona-Savoia             | 2-1           | 9 mar.        |
| 27 ott.     | 3-0         | Atletico Catania-Avezzano | 0-0           | 9 mar.        |
| 27 ott.     | 1-4         | Casarano-Acireale         | 0-2           | 9 mar.        |
| 27 ott.     | 2-1         | Fermana-Juve Stabia       | 0-0           | 9 mar.        |
| 27 ott.     | 2-3         | Giulianova-Trapani        | 2-1           | 9 mar.        |
| 27 ott.     | 2-2         | Gualdo-Ascoli             | 1-1           | 9 mar.        |
| 26 ott.     | 0-2         | Lodigiani-Fidelis Andria  | 0-2           | 9 mar.        |
| 27 ott.     | 0-1         | Nocerina-Avellino         | 0-1           | 9 mar.        |
| 27 ott.     | 2-0         | Sora-Ischia               | 0-2           | 9 mar.        |

| andata (7ª) | andata (7ª) | Settima giornata        | ritorno (24ª) | ritorno (24ª) |
|             |             |                         |               |               |
| 20 ott.     | 0-1         | Acireale-Giulianova     | 0-3           | 2 mar.        |
| 20 ott.     | 2-1         | Ascoli-Atletico Catania | 0-1           | 2 mar.        |
| 20 ott.     | 0-2         | Avellino-Sora           | 0-1           | 2 mar.        |
| 20 ott.     | 1-1         | Avezzano-Lodigiani      | 0-2           | 1º mar.       |
| 20 ott.     | 0-1         | Fidelis Andria-Casarano | 0-0           | 2 mar.        |
| 20 ott.     | 1-0         | Ischia-Fermana          | 1-0           | 2 mar.        |
| 20 ott.     | 1-0         | Juve Stabia-Nocerina    | 0-0           | 2 mar.        |
| 20 ott.     | 3-0         | Savoia-Gualdo           | 0-0           | 2 mar.        |
| 20 ott.     | 2-3         | Trapani-Ancona          | 1-1           | 2 mar.        |

| andata (8ª) | andata (8ª) | Ottava giornata           | ritorno (25ª) | ritorno (25ª) |
|             |             |                           |               |               |
| 27 ott.     | 2-1         | Ancona-Savoia             | 2-1           | 9 mar.        |
| 27 ott.     | 3-0         | Atletico Catania-Avezzano | 0-0           | 9 mar.        |
| 27 ott.     | 1-4         | Casarano-Acireale         | 0-2           | 9 mar.        |
| 27 ott.     | 2-1         | Fermana-Juve Stabia       | 0-0           | 9 mar.        |
| 27 ott.     | 2-3         | Giulianova-Trapani        | 2-1           | 9 mar.        |
| 27 ott.     | 2-2         | Gualdo-Ascoli             | 1-1           | 9 mar.        |
| 26 ott.     | 0-2         | Lodigiani-Fidelis Andria  | 0-2           | 9 mar.        |
| 27 ott.     | 0-1         | Nocerina-Avellino         | 0-1           | 9 mar.        |
| 27 ott.     | 2-0         | Sora-Ischia               | 0-2           | 9 mar.        |

| andata (9ª) | andata (9ª) | Nona giornata                   | ritorno (26ª) | ritorno (26ª) |
|             |             |                                 |               |               |
| 3 nov.      | 0-0         | Acireale-Juve Stabia            | 0-0           | 16 mar.       |
| 3 nov.      | 1-1         | Ancona-Gualdo                   | 1-0           | 16 mar.       |
| 3 nov.      | 0-0         | Ascoli-Avezzano                 | 3-1           | 16 mar.       |
| 3 nov.      | 0-1         | Avellino-Fermana                | 1-1           | 16 mar.       |
| 3 nov.      | 0-0         | Fidelis Andria-Atletico Catania | 1-1           | 16 mar.       |
| 3 nov.      | 1-2         | Giulianova-Casarano             | 0-0           | 16 mar.       |
| 3 nov.      | 3-2         | Ischia-Nocerina                 | 1-0           | 16 mar.       |
| 3 nov.      | 3-0         | Savoia-Sora                     | 3-1           | 16 mar.       |
| 3 nov.      | 0-3         | Trapani-Lodigiani               | 1-2           | 15 mar.       |

| andata (10ª) | andata (10ª) | Decima giornata           | ritorno (27ª) | ritorno (27ª) |
|              |              |                           |               |               |
| 10 nov.      | 2-0          | Atletico Catania-Avellino | 2-1           | 29 mar.       |
| 10 nov.      | 0-1          | Avezzano-Fidelis Andria   | 0-3           | 29 mar.       |
| 10 nov.      | 1-1          | Casarano-Savoia           | 1-2           | 29 mar.       |
| 10 nov.      | 1-1          | Fermana-Giulianova        | 1-2           | 29 mar.       |
| 10 nov.      | 1-1          | Gualdo-Ischia             | 0-1           | 29 mar.       |
| 10 nov.      | 3-0          | Juve Stabia-Ancona        | 2-2           | 29 mar.       |
| 9 nov.       | 0-0          | Lodigiani-Acireale        | 1-0           | 29 mar.       |
| 10 nov.      | 1-0          | Nocerina-Ascoli           | 0-0           | 29 mar.       |
| 10 nov.      | 0-1          | Sora-Trapani              | 0-2           | 29 mar.       |

| andata (9ª) | andata (9ª) | Nona giornata                   | ritorno (26ª) | ritorno (26ª) |
|             |             |                                 |               |               |
| 3 nov.      | 0-0         | Acireale-Juve Stabia            | 0-0           | 16 mar.       |
| 3 nov.      | 1-1         | Ancona-Gualdo                   | 1-0           | 16 mar.       |
| 3 nov.      | 0-0         | Ascoli-Avezzano                 | 3-1           | 16 mar.       |
| 3 nov.      | 0-1         | Avellino-Fermana                | 1-1           | 16 mar.       |
| 3 nov.      | 0-0         | Fidelis Andria-Atletico Catania | 1-1           | 16 mar.       |
| 3 nov.      | 1-2         | Giulianova-Casarano             | 0-0           | 16 mar.       |
| 3 nov.      | 3-2         | Ischia-Nocerina                 | 1-0           | 16 mar.       |
| 3 nov.      | 3-0         | Savoia-Sora                     | 3-1           | 16 mar.       |
| 3 nov.      | 0-3         | Trapani-Lodigiani               | 1-2           | 15 mar.       |

| andata (10ª) | andata (10ª) | Decima giornata           | ritorno (27ª) | ritorno (27ª) |
|              |              |                           |               |               |
| 10 nov.      | 2-0          | Atletico Catania-Avellino | 2-1           | 29 mar.       |
| 10 nov.      | 0-1          | Avezzano-Fidelis Andria   | 0-3           | 29 mar.       |
| 10 nov.      | 1-1          | Casarano-Savoia           | 1-2           | 29 mar.       |
| 10 nov.      | 1-1          | Fermana-Giulianova        | 1-2           | 29 mar.       |
| 10 nov.      | 1-1          | Gualdo-Ischia             | 0-1           | 29 mar.       |
| 10 nov.      | 3-0          | Juve Stabia-Ancona        | 2-2           | 29 mar.       |
| 9 nov.       | 0-0          | Lodigiani-Acireale        | 1-0           | 29 mar.       |
| 10 nov.      | 1-0          | Nocerina-Ascoli           | 0-0           | 29 mar.       |
| 10 nov.      | 0-1          | Sora-Trapani              | 0-2           | 29 mar.       |

| andata (11ª) | andata (11ª) | Undicesima giornata       | ritorno (28ª) | ritorno (28ª) |
|              |              |                           |               |               |
| 24 nov.      | 0-1          | Ancona-Avezzano           | 2-1           | 6 apr.        |
| 24 nov.      | 2-2          | Ascoli-Fermana            | 2-2           | 6 apr.        |
| 24 nov.      | 1-2          | Atletico Catania-Casarano | 0-0           | 6 apr.        |
| 24 nov.      | 2-2          | Avellino-Acireale         | 0-0           | 6 apr.        |
| 24 nov.      | 0-0          | Fidelis Andria-Gualdo     | 1-1           | 6 apr.        |
| 24 nov.      | 0-0          | Giulianova-Sora           | 0-0           | 6 apr.        |
| 24 nov.      | 1-0          | Ischia-Juve Stabia        | 0-2           | 6 apr.        |
| 23 nov.      | 1-1          | Lodigiani-Nocerina        | 0-5           | 6 apr.        |
| 24 nov.      | 0-0          | Trapani-Savoia            | 0-2           | 6 apr.        |

| andata (12ª) | andata (12ª) | Dodicesima giornata       | ritorno (29ª) | ritorno (29ª) |
|              |              |                           |               |               |
| 1º dic.      | 0-0          | Acireale-Ischia           | 1-2           | 13 apr.       |
| 1º dic.      | 1-1          | Avezzano-Trapani          | 0-1           | 13 apr.       |
| 1º dic.      | 0-0          | Casarano-Avellino         | 0-1           | 13 apr.       |
| 1º dic.      | 0-0          | Fermana-Ancona            | 0-2           | 13 apr.       |
| 1º dic.      | 3-3          | Gualdo-Lodigiani          | 1-2           | 12 apr.       |
| 1º dic.      | 2-3          | Juve Stabia-Ascoli        | 0-1           | 13 apr.       |
| 1º dic.      | 0-0          | Nocerina-Atletico Catania | 2-0           | 13 apr.       |
| 1º dic.      | 4-0          | Savoia-Giulianova         | 0-2           | 13 apr.       |
| 1º dic.      | 2-2          | Sora-Fidelis Andria       | 0-2           | 13 apr.       |

| andata (11ª) | andata (11ª) | Undicesima giornata       | ritorno (28ª) | ritorno (28ª) |
|              |              |                           |               |               |
| 24 nov.      | 0-1          | Ancona-Avezzano           | 2-1           | 6 apr.        |
| 24 nov.      | 2-2          | Ascoli-Fermana            | 2-2           | 6 apr.        |
| 24 nov.      | 1-2          | Atletico Catania-Casarano | 0-0           | 6 apr.        |
| 24 nov.      | 2-2          | Avellino-Acireale         | 0-0           | 6 apr.        |
| 24 nov.      | 0-0          | Fidelis Andria-Gualdo     | 1-1           | 6 apr.        |
| 24 nov.      | 0-0          | Giulianova-Sora           | 0-0           | 6 apr.        |
| 24 nov.      | 1-0          | Ischia-Juve Stabia        | 0-2           | 6 apr.        |
| 23 nov.      | 1-1          | Lodigiani-Nocerina        | 0-5           | 6 apr.        |
| 24 nov.      | 0-0          | Trapani-Savoia            | 0-2           | 6 apr.        |

| andata (12ª) | andata (12ª) | Dodicesima giornata       | ritorno (29ª) | ritorno (29ª) |
|              |              |                           |               |               |
| 1º dic.      | 0-0          | Acireale-Ischia           | 1-2           | 13 apr.       |
| 1º dic.      | 1-1          | Avezzano-Trapani          | 0-1           | 13 apr.       |
| 1º dic.      | 0-0          | Casarano-Avellino         | 0-1           | 13 apr.       |
| 1º dic.      | 0-0          | Fermana-Ancona            | 0-2           | 13 apr.       |
| 1º dic.      | 3-3          | Gualdo-Lodigiani          | 1-2           | 12 apr.       |
| 1º dic.      | 2-3          | Juve Stabia-Ascoli        | 0-1           | 13 apr.       |
| 1º dic.      | 0-0          | Nocerina-Atletico Catania | 2-0           | 13 apr.       |
| 1º dic.      | 4-0          | Savoia-Giulianova         | 0-2           | 13 apr.       |
| 1º dic.      | 2-2          | Sora-Fidelis Andria       | 0-2           | 13 apr.       |

| andata (13ª) | andata (13ª) | Tredicesima giornata      | ritorno (30ª) | ritorno (30ª) |
|              |              |                           |               |               |
| 8 dic.       | 2-2          | Ancona-Giulianova         | 0-0           | 20 apr.       |
| 8 dic.       | 2-0          | Ascoli-Sora               | 1-2           | 20 apr.       |
| 8 dic.       | 0-0          | Atletico Catania-Acireale | 1-1           | 20 apr.       |
| 8 dic.       | 0-0          | Avellino-Ischia           | 1-1           | 20 apr.       |
| 8 dic.       | 1-1          | Avezzano-Nocerina         | 1-2           | 20 apr.       |
| 8 dic.       | 1-0          | Fidelis Andria-Savoia     | 1-1           | 20 apr.       |
| 8 dic.       | 2-2          | Gualdo-Fermana            | 0-0           | 20 apr.       |
| 7 dic.       | 0-1          | Lodigiani-Juve Stabia     | 0-0           | 20 apr.       |
| 8 dic.       | 1-1          | Trapani-Casarano          | 0-3           | 20 apr.       |

| andata (14ª) | andata (14ª) | Quattordicesima giornata    | ritorno (31ª) | ritorno (31ª) |
|              |              |                             |               |               |
| 15 dic.      | 0-0          | Acireale-Fidelis Andria     | 0-2           | 27 apr.       |
| 15 dic.      | 0-0          | Ascoli-Ancona               | 1-1           | 27 apr.       |
| 15 dic.      | 2-0          | Casarano-Avezzano           | 0-2           | 27 apr.       |
| 15 dic.      | 0-1          | Giulianova-Atletico Catania | 0-0           | 27 apr.       |
| 15 dic.      | 0-1          | Ischia-Trapani              | 0-0           | 27 apr.       |
| 15 dic.      | 0-0          | Juve Stabia-Avellino        | 0-1           | 27 apr.       |
| 15 dic.      | 2-1          | Nocerina-Gualdo             | 0-4           | 27 apr.       |
| 15 dic.      | 3-0          | Savoia-Fermana              | 0-0           | 27 apr.       |
| 15 dic.      | 0-0          | Sora-Lodigiani              | 0-0           | 26 apr.       |

| andata (13ª) | andata (13ª) | Tredicesima giornata      | ritorno (30ª) | ritorno (30ª) |
|              |              |                           |               |               |
| 8 dic.       | 2-2          | Ancona-Giulianova         | 0-0           | 20 apr.       |
| 8 dic.       | 2-0          | Ascoli-Sora               | 1-2           | 20 apr.       |
| 8 dic.       | 0-0          | Atletico Catania-Acireale | 1-1           | 20 apr.       |
| 8 dic.       | 0-0          | Avellino-Ischia           | 1-1           | 20 apr.       |
| 8 dic.       | 1-1          | Avezzano-Nocerina         | 1-2           | 20 apr.       |
| 8 dic.       | 1-0          | Fidelis Andria-Savoia     | 1-1           | 20 apr.       |
| 8 dic.       | 2-2          | Gualdo-Fermana            | 0-0           | 20 apr.       |
| 7 dic.       | 0-1          | Lodigiani-Juve Stabia     | 0-0           | 20 apr.       |
| 8 dic.       | 1-1          | Trapani-Casarano          | 0-3           | 20 apr.       |

| andata (14ª) | andata (14ª) | Quattordicesima giornata    | ritorno (31ª) | ritorno (31ª) |
|              |              |                             |               |               |
| 15 dic.      | 0-0          | Acireale-Fidelis Andria     | 0-2           | 27 apr.       |
| 15 dic.      | 0-0          | Ascoli-Ancona               | 1-1           | 27 apr.       |
| 15 dic.      | 2-0          | Casarano-Avezzano           | 0-2           | 27 apr.       |
| 15 dic.      | 0-1          | Giulianova-Atletico Catania | 0-0           | 27 apr.       |
| 15 dic.      | 0-1          | Ischia-Trapani              | 0-0           | 27 apr.       |
| 15 dic.      | 0-0          | Juve Stabia-Avellino        | 0-1           | 27 apr.       |
| 15 dic.      | 2-1          | Nocerina-Gualdo             | 0-4           | 27 apr.       |
| 15 dic.      | 3-0          | Savoia-Fermana              | 0-0           | 27 apr.       |
| 15 dic.      | 0-0          | Sora-Lodigiani              | 0-0           | 26 apr.       |

| andata (15ª) | andata (15ª) | Quindicesima giornata     | ritorno (32ª) | ritorno (32ª) |
|              |              |                           |               |               |
| 22 dic.      | 2-1          | Ancona-Sora               | 0-1           | 4 mag.        |
| 22 dic.      | 0-0          | Atletico Catania-Ischia   | 2-0           | 4 mag.        |
| 22 dic.      | 0-0          | Avellino-Savoia           | 0-1           | 4 mag.        |
| 22 dic.      | 0-0          | Avezzano-Juve Stabia      | 0-1           | 4 mag.        |
| 22 dic.      | 0-1          | Fermana-Trapani           | 2-0           | 4 mag.        |
| 22 dic.      | 1-1          | Fidelis Andria-Giulianova | 2-1           | 4 mag.        |
| 22 dic.      | 0-0          | Gualdo-Acireale           | 0-0           | 4 mag.        |
| 21 dic.      | 3-0          | Lodigiani-Ascoli          | 2-2           | 4 mag.        |
| 22 dic.      | 0-0          | Nocerina-Casarano         | 0-1           | 4 mag.        |

| andata (16ª) | andata (16ª) | Sedicesima giornata    | ritorno (33ª) | ritorno (33ª) |
|              |              |                        |               |               |
| 29 dic.      | 0-0          | Acireale-Ancona        | 0-2           | 11 mag.       |
| 15 gen.      | 1-0          | Ascoli-Avellino        | 1-4           | 11 mag.       |
| 29 dic.      | 0-3          | Casarano-Fermana       | 1-1           | 11 mag.       |
| 6 gen.       | 2-1          | Giulianova-Avezzano    | 1-0           | 11 mag.       |
| 29 dic.      | 1-0          | Ischia-Lodigiani       | 0-0           | 11 mag.       |
| 29 dic.      | 0-1          | Juve Stabia-Gualdo     | 1-0           | 11 mag.       |
| 29 dic.      | 1-2          | Savoia-Nocerina        | 1-1           | 11 mag.       |
| 29 dic.      | 0-3          | Sora-Atletico Catania  | 1-1           | 11 mag.       |
| 29 dic.      | 1-0          | Trapani-Fidelis Andria | 1-4           | 11 mag.       |

| andata (15ª) | andata (15ª) | Quindicesima giornata     | ritorno (32ª) | ritorno (32ª) |
|              |              |                           |               |               |
| 22 dic.      | 2-1          | Ancona-Sora               | 0-1           | 4 mag.        |
| 22 dic.      | 0-0          | Atletico Catania-Ischia   | 2-0           | 4 mag.        |
| 22 dic.      | 0-0          | Avellino-Savoia           | 0-1           | 4 mag.        |
| 22 dic.      | 0-0          | Avezzano-Juve Stabia      | 0-1           | 4 mag.        |
| 22 dic.      | 0-1          | Fermana-Trapani           | 2-0           | 4 mag.        |
| 22 dic.      | 1-1          | Fidelis Andria-Giulianova | 2-1           | 4 mag.        |
| 22 dic.      | 0-0          | Gualdo-Acireale           | 0-0           | 4 mag.        |
| 21 dic.      | 3-0          | Lodigiani-Ascoli          | 2-2           | 4 mag.        |
| 22 dic.      | 0-0          | Nocerina-Casarano         | 0-1           | 4 mag.        |

| andata (16ª) | andata (16ª) | Sedicesima giornata    | ritorno (33ª) | ritorno (33ª) |
|              |              |                        |               |               |
| 29 dic.      | 0-0          | Acireale-Ancona        | 0-2           | 11 mag.       |
| 15 gen.      | 1-0          | Ascoli-Avellino        | 1-4           | 11 mag.       |
| 29 dic.      | 0-3          | Casarano-Fermana       | 1-1           | 11 mag.       |
| 6 gen.       | 2-1          | Giulianova-Avezzano    | 1-0           | 11 mag.       |
| 29 dic.      | 1-0          | Ischia-Lodigiani       | 0-0           | 11 mag.       |
| 29 dic.      | 0-1          | Juve Stabia-Gualdo     | 1-0           | 11 mag.       |
| 29 dic.      | 1-2          | Savoia-Nocerina        | 1-1           | 11 mag.       |
| 29 dic.      | 0-3          | Sora-Atletico Catania  | 1-1           | 11 mag.       |
| 29 dic.      | 1-0          | Trapani-Fidelis Andria | 1-4           | 11 mag.       |

| \| andata (17ª) \| andata (17ª) \| Diciassettesima giornata \| ritorno (34ª) \| ritorno (34ª) \| \| \| \| \| \| \| \| 12 gen. \| 2-0 \| Ancona-Ischia \| 1-1 \| 18 mag. \| \| 12 gen. \| 0-1 \| Atletico Catania-Juve Stabia \| 0-0 \| 18 mag. \| \| 12 gen. \| 2-0 \| Avellino-Trapani \| 0-1 \| 18 mag. \| \| 12 gen. \| 0-0 \| Avezzano-Sora \| 1-3 \| 18 mag. \| \| 12 gen. \| 2-0 \| Fermana-Acireale \| 1-0 \| 18 mag. \| \| 12 gen. \| 2-0 \| Fidelis Andria-Ascoli \| 0-1 \| 18 mag. \| \| 12 gen. \| 1-1 \| Gualdo-Casarano \| 2-0 \| 18 mag. \| \| 11 gen. \| 5-1 \| Lodigiani-Savoia \| 1-1 \| 18 mag. \| \| 12 dic. \| 1-1 \| Nocerina-Giulianova \| 0-1 \| 18 mag. \| |              |                              |               |               |
| andata (17ª) | andata (17ª) | Diciassettesima giornata     | ritorno (34ª) | ritorno (34ª) |
| |              |                              |               |               |
| 12 gen. | 2-0          | Ancona-Ischia                | 1-1           | 18 mag.       |
| 12 gen. | 0-1          | Atletico Catania-Juve Stabia | 0-0           | 18 mag.       |
| 12 gen. | 2-0          | Avellino-Trapani             | 0-1           | 18 mag.       |
| 12 gen. | 0-0          | Avezzano-Sora                | 1-3           | 18 mag.       |
| 12 gen. | 2-0          | Fermana-Acireale             | 1-0           | 18 mag.       |
| 12 gen. | 2-0          | Fidelis Andria-Ascoli        | 0-1           | 18 mag.       |
| 12 gen. | 1-1          | Gualdo-Casarano              | 2-0           | 18 mag.       |
| 11 gen. | 5-1          | Lodigiani-Savoia             | 1-1           | 18 mag.       |
| 12 dic. | 1-1          | Nocerina-Giulianova          | 0-1           | 18 mag.       |

| andata (17ª) | andata (17ª) | Diciassettesima giornata     | ritorno (34ª) | ritorno (34ª) |
|              |              |                              |               |               |
| 12 gen.      | 2-0          | Ancona-Ischia                | 1-1           | 18 mag.       |
| 12 gen.      | 0-1          | Atletico Catania-Juve Stabia | 0-0           | 18 mag.       |
| 12 gen.      | 2-0          | Avellino-Trapani             | 0-1           | 18 mag.       |
| 12 gen.      | 0-0          | Avezzano-Sora                | 1-3           | 18 mag.       |
| 12 gen.      | 2-0          | Fermana-Acireale             | 1-0           | 18 mag.       |
| 12 gen.      | 2-0          | Fidelis Andria-Ascoli        | 0-1           | 18 mag.       |
| 12 gen.      | 1-1          | Gualdo-Casarano              | 2-0           | 18 mag.       |
| 11 gen.      | 5-1          | Lodigiani-Savoia             | 1-1           | 18 mag.       |
| 12 dic.      | 1-1          | Nocerina-Giulianova          | 0-1           | 18 mag.       |

### Spareggi

#### Play-off

##### Semifinali
|                  |     |                  | Città e data               |
| ---------------- | --- | ---------------- | -------------------------- |
| Giulianova       | 1-1 | Ancona           | Giulianova, 1º giugno 1997 |
| Ancona           | 2-1 | Giulianova       | Ancona, 8 giugno 1997      |
|                  |     |                  |                            |
| Atletico Catania | 0-0 | Savoia           | Catania, 1º giugno 1997    |
| Savoia           | 1-0 | Atletico Catania | Napoli, 8 giugno 1997      |

##### Finale
|        |     |        | Città e data         |
| ------ | --- | ------ | -------------------- |
| Ancona | 1-0 | Savoia | Roma, 15 giugno 1997 |

#### Play-out
|          |     |          | Città e data                    |
| -------- | --- | -------- | ------------------------------- |
| Sora     | 2-1 | Nocerina | Sora, 1º giugno 1997            |
| Nocerina | 2-1 | Sora     | Nocera Inferiore, 8 giugno 1997 |
|          |     |          |                                 |
| Trapani  | 0-0 | Fermana  | Erice, 1º giugno 1997           |
| Fermana  | 1-1 | Trapani  | Fermo, 8 giugno 1997            |

### Statistiche

#### Squadre

##### Primati stagionali
- Maggior numero di vittorie: Fidelis Andria (17)
- Minor numero di sconfitte: Fidelis Andria (4)
- Miglior attacco: Fidelis Andria (42 reti fatte)
- Miglior difesa: Atletico Catania (15 reti subite)
- Miglior differenza reti: Fidelis Andria (+26)
- Maggior numero di pareggi: Gualdo (17)
- Minor numero di vittorie: Avezzano (6)
- Maggior numero di sconfitte: Avezzano (17)
- Peggiore attacco: Avezzano (18 reti fatte)
- Peggior difesa: Ascoli e Trapani (41 reti subite)
- Peggior differenza reti: Avezzano (-19)
- Partite con più reti: Juve-Stabia-Casarano 5-1 (5ª giornata), Gualdo-Lodigiani 3-3 (12ª giornata) e Lodigiani-Savoia 5-1 (17ª giornata)

#### Individuali

##### Classifica marcatori
Nel corso del campionato furono segnati complessivamente 532 gol, per una media di 1,74 reti a partita. Di seguito, la classifica dei marcatori.
| Gol |  |  | Giocatore          | Squadra        |
| --- |  |  | ------------------ | -------------- |
| 18  |  |  | Eupremio Carruezzo | Savoia         |
| 16  |  |  | Mario Lemme        | Fidelis Andria |
| 16  |  |  | Roberto Stellone   | Lodigiani      |
| 11  |  |  | Stefano Pompini    | Ascoli         |
| 11  |  |  | Giacomo Lorenzini  | Sora           |
| 10  |  |  | Francesco Micciola | Giulianova     |
| 10  |  |  | Cristian Biancone  | Lodigiani      |
| 8   |  |  | Fabrizio Miccoli   | Casarano       |
| 8   |  |  | Giuseppe Manari    | Giulianova     |
| 8   |  |  | Massimo Cicconi    | Gualdo         |
| 8   |  |  | Davide Ricci       | Ischia         |
| 8   |  |  | Gianluca Musumeci  | Trapani        |